# エフエム福岡

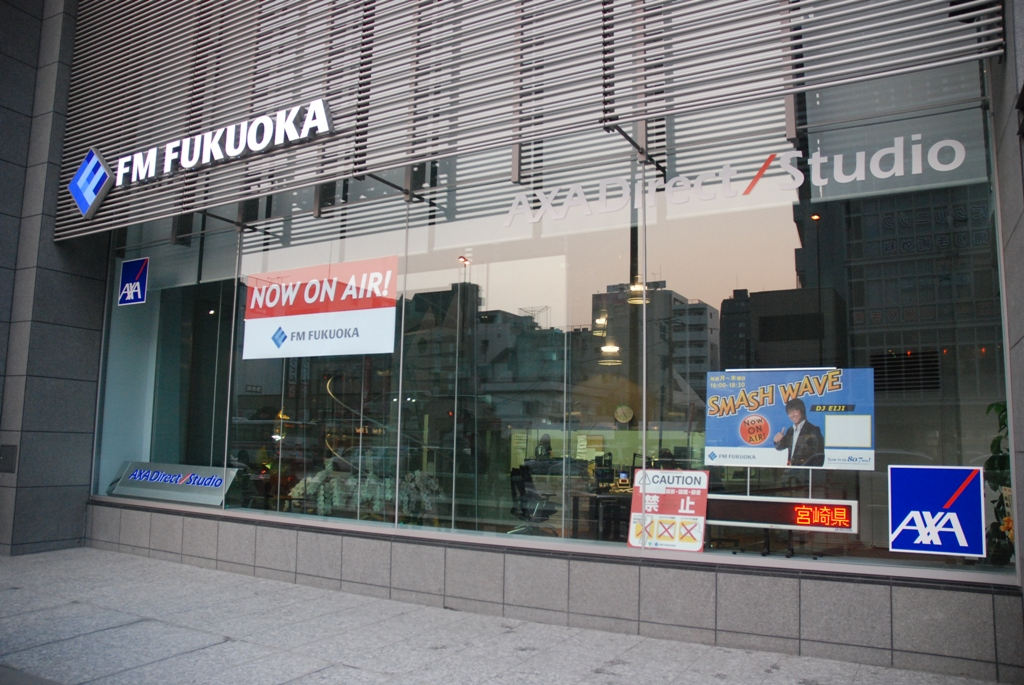
社屋1階の「AIGスタジオ」(旧アクサダイレクトスタジオ)

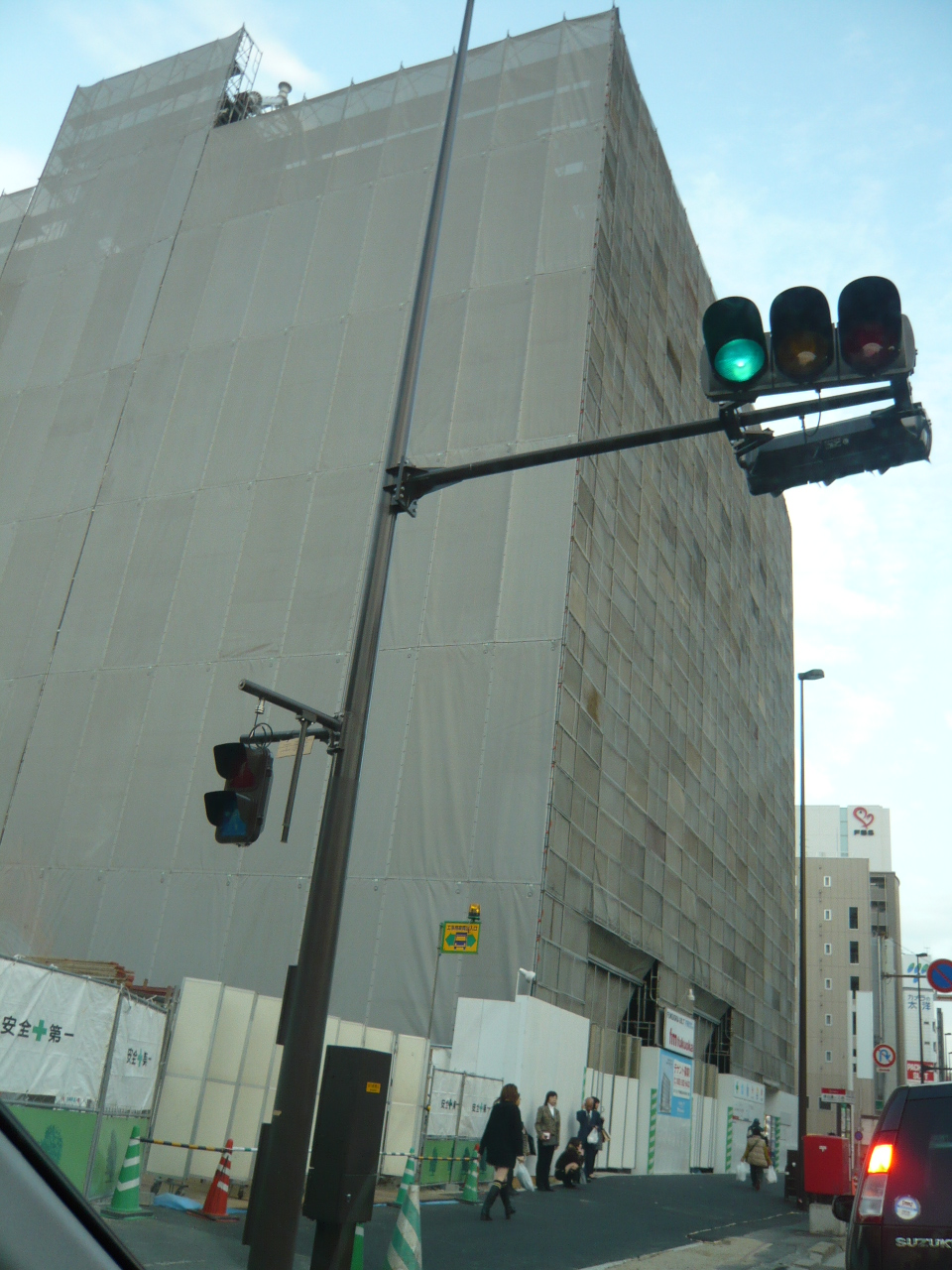
建設中の新社屋（2008年3月22日撮影）

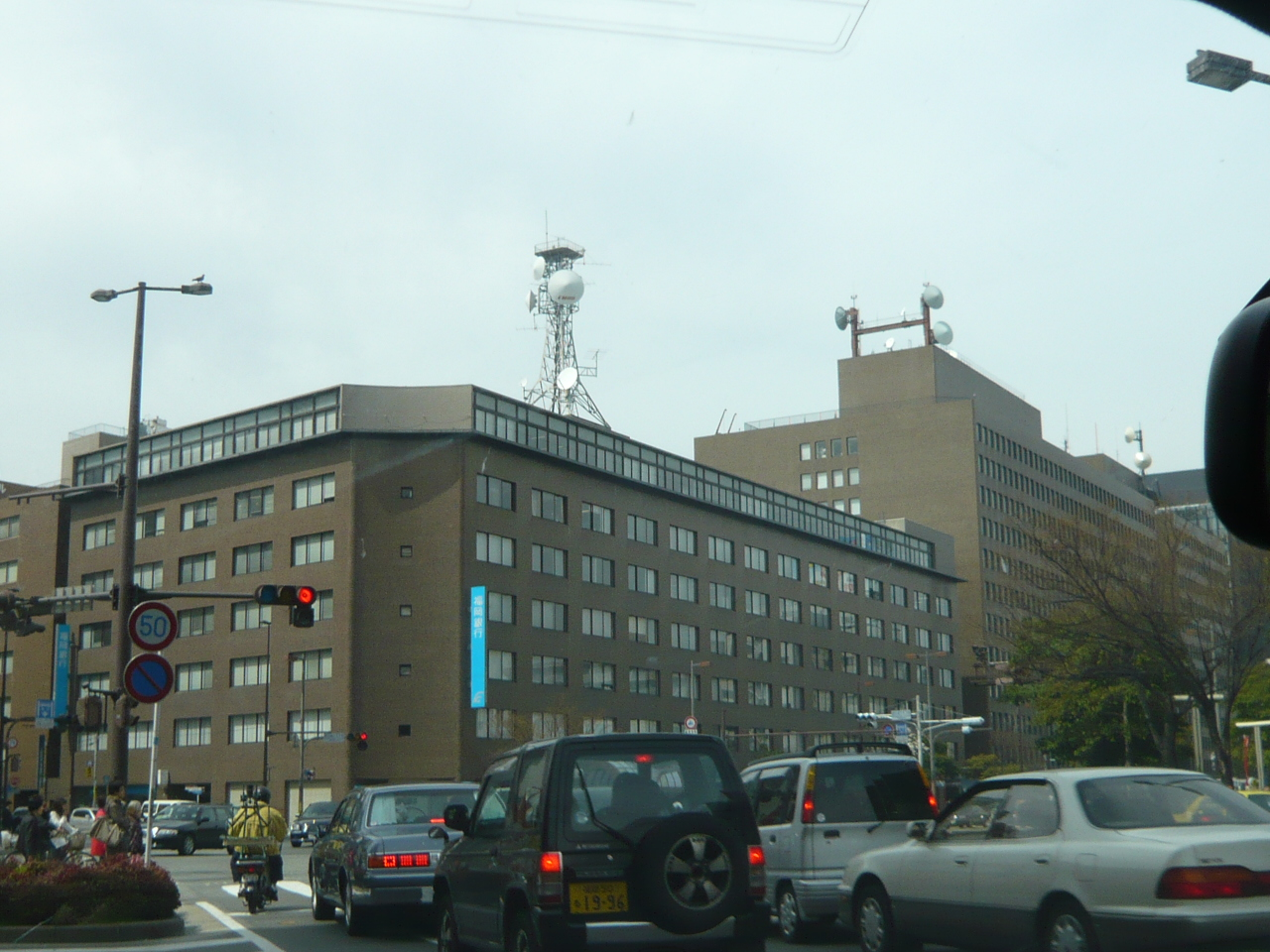
手前、アンテナタワーが屋上に見える7階建ビルが2008年11月3日まで本社のあった電気ビル別館。奥は九州電力本店

株式会社エフエム福岡（エフエムふくおか、英: FUKUOKA FM BROADCASTING CO., LTD.）は、福岡県を放送対象地域として超短波放送（FM放送）を行っている特定地上基幹放送事業者である。愛称はFM FUKUOKA（エフエムフクオカ）、通常表記（通称）はFM福岡。コールサインはJODU-FM。JFN系列局。
現在のキャッチフレーズは、「聴けば、出会える。動き出す → FM FUKUOKA」。

## 概要
1970年に全国4番目（エフエム愛知・エフエム大阪・エフエム東京）に開局したFM放送局で、1981年に発足した全国FM放送協議会（JFN）発足時からの加盟局である。また、九州・山口のJFN系列8局で構成する「FMQリーグ」の中心局でもある。ラジオカー・VIVOT（ビボット）を所有する。2008年4月からウェブサイトのURIとメールアドレスから「.co」を取った。
開局以来筆頭株主である九州電力の本店に連なり、後の大株主RKB毎日放送もラジオ九州時代に入居していた電気ビル別館のテナントとなっていたが、電気ビル一帯の再開発計画が持ち上がったこともあり、旧西日本相互銀行時代からの唯一の取引銀行である西日本シティ銀行と社屋となる渡辺通南ビルを共同建設。2008年11月4日、まず事務・営業部門が、17日に放送部門が移転した。この場所は電気ビル時代も向かいであった福岡放送新社屋に近い。
- 所在地：〒810-8575福岡市中央区清川一丁目9番19号（1階が西日本シティ銀行渡辺通支店）

### キャッチフレーズ
FM FUKUOKA 45周年企画 タイムテーブル - ウェイバックマシン（2020年1月28日アーカイブ分）より。
- 1990年制定 - Do find!! 20th ANNIVERSARY
- 1992年制定 - BEAT STATION FM FUKUOKA
- 制定時期不明 - moving fm fukuoka
- 2000年4月制定 - サンクス30ぶっとびNext!!
- 2003年4月制定 - 1,2,3,4! fm fukuoka
- 2004年4月制定 - ソバイル..? fm fukuoka[注釈 1]
- 2008年4月制定 - New Message FM FUKUOKA
- 2010年4月制定 - 40th Anniversary フクオカファンラジオ[注釈 2]
- 2012年4月制定 - Touch! FM FUKUOKA
- 2015年4月制定 - まだまだ進化します。45周年のFM FUKUOKA
- 2016年制定 - アレモ!コレモ!!FM FUKUOKA
- 2020年制定 - 聴けば、出会える。FM FUKUOKA
- 2025年制定 - 聴けば、出会える。動きだす → FM FUKUOKA

### キャラクター
- 2015年3月に開局45周年記念を記念して、イメージキャラクター熊野菊男（自称・大物プロデューサーくまP〜)を制定。

### スタジオ
本社6階Aスタジオ
金曜のミュージックサロン、月曜ー木曜11:30以降MORNING JAMなど生放送番組を放送。2011年2月まで、『Hyper Night Program GOW!!』が、2013年3月までは『STAND UP!!MORNING -スタモニ-』、『STAND UP!!MORNIG -スタモニ・ウィークエンドエディション-』もここからの放送だった。
本社6階Bスタジオ・Cスタジオ・Dスタジオ
主に収録番組で使用。
九州リースサービス Studio （旧称・アクサダイレクトスタジオ→AIG STUDIO）（Eスタジオ）
本社一階にあるオープンスタジオ。広々としたスタジオで、右側には座席も設けられている。螺旋階段があるのが特徴的。
JR HAKATA CITY Studio
2011年3月3日に開業した博多駅の駅ビル「JR博多シティ」3階に開設したサテライトスタジオ。同年3月1日から放送開始。月-木曜の『Hyper Night Program GOW!!』と金曜の『ハカタカランキン!!』が当スタジオからの放送になる。
福岡県に緊急事態宣言が発令されている期間中は使用休止となり、本社6階Aスタジオからの放送になる。

### その他
- 本社6階には上記のスタジオの他にアナブースがあり、CM収録やニュースの送出などが可能である。
- 社屋にはFMK・FM Nagasaki・FMSの福岡支社が入居していたが、先にFMSが支社を閉鎖していたが、後にFMK・FM Nagasakiの支社も閉鎖された。
- 当局含めたJFN系列38局はACジャパン（旧・公共広告機構）の正会員企業の一つである[9]。

## 事業所
本社
〒810-8575 福岡県福岡市中央区清川一丁目9番19号 渡辺通南ビル
東京支社
〒102-0083 東京都千代田区麹町一丁目8番地 JFNセンター8階

### 廃止した事業所等
旧本社
〒810-8575 福岡県福岡市中央区渡辺通二丁目1番82号 電気ビル別館6階
開局 - 2008年11月3日まで使用。「HKT48 渡辺通り1丁目FMまどか 〜まどかのまどから〜」の番組名はこの旧本社にちなむ。
大阪支社
大阪府大阪市北区曽根崎新地二丁目6番30号 エム・タナカ梅田ビル3階
2006年6月いっぱいで廃止された。
GAYA Produced by FM FUKUOKA（通称：GAYA）
〒810-0001 福岡県福岡市中央区天神一丁目7番11号 イムズ8階
イムズのオープン当初からあったFM福岡のインフォメーションスペース。主催・後援するイベントのチケット販売や展示、ライブだけでなく公開録音/生放送等も行われていた。2010年3月末の『BUTCH COUNTDOWN RADIO』公開生放送をもって閉館となった。

## 資本構成
企業・団体の名称、個人の肩書は当時のもの。出典：

### 2015年3月31日
| 資本金 | 発行済株式総数 | 株主数 |
| ------ | -------------- | ------ |
| 2億円  | 400,000株      | 36     |

| 株主               | 株式数   | 比率   |
| ------------------ | -------- | ------ |
| 九州電力           | 40,000株 | 10.00% |
| 岩崎建設           | 39,000株 | 09.75% |
| 西日本ユウコー商事 | 36,500株 | 09.12% |
| RKB毎日放送        | 24,000株 | 06.00% |
| 西日本新聞社       | 24,000株 | 06.00% |
| 読売新聞東京本社   | 24,000株 | 06.00% |
| 岩田屋三越         | 24,000株 | 06.00% |
| 朝日新聞社         | 20,000株 | 05.00% |
| 西日本シティ銀行   | 20,000株 | 05.00% |

## 周波数・出力
所在地表記で太字となっている箇所は、放送開始・終了時の局名告知で読み上げられる箇所。
| 親局   | 周波数  | 出力 | 所在地                                                             | 備考 |
| ------ | ------- | ---- | ------------------------------------------------------------------ | --- |
| 福岡   | 80.7MHz | 3kW  | 福岡市中央区小笹1丁目21街区132番 鴻巣山                            | 以前はFBS・TVQの各親局と鉄塔を共用していたが、 アナログ放送終了で単独使用になった。                                                                                            |
| 中継局 | 周波数  | 出力 | 所在地                                                             | 備考 |
| 北九州 | 80.0MHz | 250W | 北九州市八幡東区大字大蔵字西河内国有林ノ林小班 皿倉山              | 福岡局と同時開局。 FBSの送信所から出しているが、こちらもアナログ放送終了で、 LOVE FMとの共用に変わった。                                                                       |
| 久留米 | 82.1MHz | 30W  | 那珂川市大字五ヶ山九千部643番地 九千部山                           | 開局後に設置された初の中継局で、筑後の基幹局。 2018年10月1日に筑紫郡の町から市制施行されたが、 前日のクロージングが日付変更直後の放送となったため 「那珂川市」読みに変更した。 |
| 行橋   | 81.8MHz | 30W  | 京都郡みやこ町犀川大坂飯岳1915番地 大坂山                          | |
| 大牟田 | 87.0MHz | 30W  | 大牟田市大字倉永字新砂581番地 甘木山                               | 久留米局でカバーできない南筑後エリアをフォローするため設けられた。 |
| 糸島   | 81.3MHz | 10W  | 糸島市志摩小富士字餅田2161-2 可也山                                | 他の県内FM局と異なりやや内陸側に親局が置かれた事情から、 難聴取となる糸島市や宗像地域をカバーするため単独で開局した。                                                          |
| 宗像   | 84.1MHz | 20W  | 宗像市大字王丸字許斐国有林119う林小班 許斐山（宗像市と福津市の境） | 他の県内FM局と異なりやや内陸側に親局が置かれた事情から、 難聴取となる糸島市や宗像地域をカバーするため単独で開局した。                                                          |
| 固定局 | 周波数  | 出力 | 所在地                                                             | 備考 |
| 三郡山 |         |      | 飯塚市筑穂町大分三郡山国有林11林班ほ小班内                         | 福岡局から北九州・行橋方面へ電波を送信するために作られた局。 |

なお県外の受信可能エリアは以下の通り。
- 福岡局…長崎県壱岐市
- 北九州局…山口県西部（下関市、山陽小野田市、宇部市）
- 久留米局・大牟田局…佐賀県南東部（佐賀市、鳥栖市、鹿島市）、長崎県有明海側（諫早市、島原市）、熊本県北部（荒尾市、玉名市、熊本市（※一部地域のみ。旧植木町、旧北部町、旧飽田町、旧河内町、旧天明町の以上の地域のみ受信が可能））、大分県西部（日田市）（いずれも地域によりどちらか一方）
- 行橋局…大分県北部（中津市、豊後高田市、宇佐市）
- 糸島局…佐賀県唐津市北部

## 沿革
- 1969年（昭和44年）
  - 3月31日 - 放送局（現地上基幹放送局）予備免許交付
  - 7月22日 - 福岡エフエム音楽放送株式会社設立
- 1970年（昭和45年）7月15日 - FMでは全国4番目、九州では初めての民放FMとして開局。福岡・北九州両局で開始、北九州局は民放FM初の中継局[注釈 10]
- 1973年（昭和48年）12月24日 - 久留米中継局開局
- 1974年（昭和49年）9月1日 - 株式会社エフエム福岡に社名変更
- 1980年（昭和55年）4月 - 東名阪福FMラインネット回線開通、ネット番組においてステレオによる生放送が可能となる
- 1981年（昭和56年）5月 - エフエム東京、エフエム愛知、エフエム大阪と共に日本初の民間FMネットワーク「全国FM放送協議会」（JFN）を結成
- 1982年（昭和57年）11月18日 - 行橋中継局開局
- 1983年（昭和58年）11月17日 - 大牟田中継局開局
- 1994年（平成6年）3月24日 - 糸島中継局開局
- 1995年（平成7年）4月1日 - 文字多重放送（見えるラジオ）開始。コールサインはJODU-FCM
- 1997年（平成9年）7月28日 - この日の未明から降り続いた大雨で福岡市では1時間に96ミリを観測する集中豪雨となった。そんな中で渡辺通り電気ビル6階のエフエム福岡本社では、4:00頃にマスター室の天井から大量の雨水が流れ込み、ついには放送不能に陥った。急遽、送信所のある鴻巣山に簡易のスタジオを組んで放送。当時の放送開始時刻より18分遅れの6:13 - 20:00この簡易スタジオから放送した。原因はビルの屋上が集中豪雨で排水処理しきれずプールのようになり、ダクトを伝って侵入したこと[15]。
- 2000年（平成12年）3月27日 - 宗像中継局開局（後に移転）
- 2008年（平成20年）
  - 11月4日 - 本社を福岡市中央区渡辺通の電気ビル別館から、同区内の清川に建設した新社屋（渡辺通南ビル）に事務・営業部門を先行移転
  - 11月17日 - 0:03過ぎをもって（当時の終了時刻は1:00）電気ビル別館からの放送を終了。現業部門の引っ越しを行い、4:55に渡辺通南ビルからの放送を開始
- 2011年（平成23年）3月1日 - 博多駅構内にFM FUKUOKA HAKATA CITY STUDIO開設
- 2014年（平成26年）3月31日 - 文字多重放送廃止
- 2018年（平成30年）3月1日 - 文榮出版社の出版事業を買収し、新会社を設立・子会社化[4][16]
- 2020年（令和2年） - 開局50周年

## ジングル・オープニング・クロージング
FM FUKUOKAでは、番組放送中またはCM中や時報前に以下のコールが入るジングルが挿入されている。
- その時点におけるキャッチフレーズを使用したもの（2020年からは「聞けば、出会える。FM FUKUOKA」）
- 「JODU FM FUKUOKA」（BGMありのものとなしのものが存在する。1980年代から使われており、略称（コールサイン）と当局の愛称を名乗るのが特徴。）
- 「FM FUKUOKA」（『モーニングジャム』『ラジ★ゴン』などで流れる、ショート・ジングル・何種類かパターンがある。）
- 「JODU」（特に、JFN系からのネット番組終後のCM明け、このコールの後メロディーが流れ始めるが、放送する時によって放送する長さが異なる。）

2005年で開局35周年を迎えた際には「ソバイル..? fm fukuoka」というコールの入るジングルでは、そのコールが入る前に「35th Anniversary」というコールが入っていた。ちなみに、そのジングルは生放送の自社制作ワイド番組でCMの合間に挿入されていたが、『BOOM UP! Fukuoka』などは番組開始時にショートバージョンのジングルが挿入されていた。また、2014年以降は「Touch!FM FUKUOKA」のようなその時点におけるキャッチコピーのジングルが頻繁に挿入されている。
JFNの番組の一部では、JFN共通ジングルが使われる。フレーズは『You are listening to your favorite, FM FUKUOKA』となっている。
オープニングは、月曜 4:55よりエドヴァルド・グリーグ作曲「ペール・ギュント」第1組曲 作品46の第1曲「朝」にのせて、「おはようございます。お聴きの放送は、JODU-FM、エフエム福岡です。」と告げられ、それから、各送信局・中継局の周波数、出力、電波塔の存在する市や町と山の名前を読み上げた後、「きょうも、エフエム福岡の放送をおたのしみください。」とアナウンスされる。クロージングは、月曜 0:00（日曜 24:00）の時報後映画「ハリケーン」の劇中曲「マナクーラの月」にのせて、「お聴きの放送は、JODU-FM、エフエム福岡です。きょうも、エフエム福岡の放送をお聴きいただき、ありがとうございました。」と告げられ、それから、オープニングと同じく各送信局・中継局の周波数、出力、電波塔の存在する市や町と山の名前を読み上げた後、「みなさま、火の元、戸締まりをお確かめのうえ、おやすみください。」とアナウンスされる。両者のアナウンスは2018年9月24日までこはまもとこが担当していたが、10月1日の那珂川市発足に伴い愛智望美により録音し直され、同日0時のクロージングから放送された。以上の事もあり他の在福FM局に比べ、オープニング・クロージングに長い時間（約4分）を要する。
なお、FM FUKUOKAではこのオープニングの「あさのあいさつ」、クロージングを「おやすみのあいさつ」としており、かつてはタイムテーブルにも掲載されていたが、現在はオープニングのみradikoの番組表に掲載されており、前者は月曜 4:57 - 5:00、後者は日曜 24:00 - 24:03が放送枠となっている（2018年の途中からクロージングは「放送休止」に内包）。

## 番組編成の特徴
JFN系列ではあるが、民放FM最先発4局のひとつであり、自社製作能力も元々高いため、キー局であるTOKYO FM制作の人気番組でさえも一部番組を除いてほとんど放送しないほど、昼夜問わずほとんどの番組（フィラー番組含めて）を自社製作で編成している。自社製作番組に対する人気はかなり高く、福岡県内での聴取率は常にトップを維持し続けている。そのため、生ワイド番組の改編等が特に少ない。また、ラジオショッピングも自社製作で放送されている。自社製作番組の中にはFMQリーグ加盟局へネットされる番組も多い。JFN系列で唯一TOKYO FMからもJFNCからも早朝ワイド番組をネットしたことがない局でもある。
2007年10月1日より、当局と同様の番組編成で放送してきたFM OSAKAの複数の自社製作番組が終了し、一旦は当局がJFN系列の地方局で最も自社製作番組の多いFMラジオ局となったが、新社屋建設以後自社製作番組（特に生放送ワイド番組）は若干減少傾向にあり、『ラジアンリミテッドF』や『Chageの音道』（詳細後述）などJFNC製作番組のネットをわずかながらも行う一方、深夜帯を中心に『FMアルバムコレクション→FM名曲コレクション』および『FM MUSIC SELECTION→FM SELECTION』と、早朝帯を中心に平日放送のワイド番組の中から、コーナー・楽曲を再編集して放送する番組での穴埋めが行われ、ローカル編成を維持している。
2013年4月の改編では、長らく続いた6時台の生放送が終了したり、朝から夕方までの自社ワイド番組の全てが枠変動などのテコ入れされたりするなど十数年ぶりに大幅な改編となった。
2019年10月の改編は小幅であったが、2020年4月には22年ぶりに平日昼ワイドが改編された。また同年10月には7年半ぶりに平日早朝のワイド番組が復活した。
FAXによるリクエストを全国のラジオ局で最初に取り入れた放送局でもある。

### ニュース 天気予報 交通情報
ニュースは『FM FUKUOKA Today's Report』（エフエム フクオカ トゥデイズ リポート）、天気予報は『Weather Report』（ウェザー リポート）、交通情報は『Traffic Report』（トラフィック リポート）、土日の交通情報は『Highway Information』（ハイウェイ インフォメーション）とそれぞれ称している。
また、基本的にニュース・天気は各番組のDJが伝えるほか、金曜日18:55は前番組『BUTCH COUNTDON RADIO』のDJが担当する。
2009年9月まではニュースはアナウンサーが読んでいたが、現在も金曜日12:55および自社スタジオ以外での公開生放送の場合は番組のDJではなく本社に待機しているアナウンサーがニュースを担当し、交通情報は日本道路交通情報センターから伝えられる。土日の『Highway Information』は平日の『Traffic Report』とはBGMが異なるほか併せて天気予報も放送されている。
『Today's Report』は2009年9月末まで土休日含めすべてを自社制作で賄っていたが、2009年10月1日から土休日は土曜日 8:55と日曜日 7:55を除いて、『JFNニュース』をネットをするようになった。名称は『Today's Report』で、自社送出分と異なり放送中のジングル・BGMは使用しない。冒頭10秒を福岡からのアナウンスに差し替えた上でJFNニュースに入る。土・日の自社制作分についてはアナウンスの差し替えは行うが、BGMを付けて放送する。

### ラジオドラマ
自社製作のラジオドラマを多数放送しており、また多数の賞を受賞するなど質の高い番組を提供している。
- 『鉄の河童』 - 文化庁第69回芸術祭賞でラジオ部門大賞を受賞。同賞でFM局が大賞を受賞するのは1975年度のエフエム東京以来、39年ぶり[注釈 21]。
- 『月のしらべと陽のひびき』 - 2007年日本放送文化大賞 ラジオ部門準グランプリ。後に舞台化もされた。
- 『聞こえない声〜有罪と無罪〜』 - 第46回ギャラクシー賞ラジオ部門大賞・文化庁芸術祭賞ラジオ部門優秀賞・日本民間放送連盟賞ラジオ教養部門優秀賞
- 『絆よ、悠久なれ〜孫文と九州人〜』 - 1話55分、全12回の大作ラジオドラマ。JFN賞2013優秀賞・第50回ギャラクシー賞ラジオ部門奨励賞。

## 現在放送されている番組
随時Today's Report（自社制作のニュースおよびJFNニュース）を放送。
- 以下は2024年4月時点のもの
- ☆の番組は九州リースサービスStudioからの放送
- ※の番組はJR HAKATA CITY STUDIOからの放送
- ◆の番組はFMQリーグ各局へ配信されている番組（ただし加盟局でも現在、山口・FMYへの通年ネットはほぼ皆無である[注釈 22]）

### 平日
| 時 | 分 | 月曜 | 火曜 | 水曜 | 木曜 | 金曜 |
| -- | -- | --- | --- | --- | --- | --- |
| 5  | 00 | 5:00 ZERO MORNING - 西川さとり(月曜・水曜・金曜)、荒川みどり(火曜)、梅田あんり(木曜・金曜) ▽5:45 あぐりずむ（月 - 木、TOKYO FM） ▽5:55 POWER PLAY（月 - 木） | 5:00 ZERO MORNING - 西川さとり(月曜・水曜・金曜)、荒川みどり(火曜)、梅田あんり(木曜・金曜) ▽5:45 あぐりずむ（月 - 木、TOKYO FM） ▽5:55 POWER PLAY（月 - 木） | 5:00 ZERO MORNING - 西川さとり(月曜・水曜・金曜)、荒川みどり(火曜)、梅田あんり(木曜・金曜) ▽5:45 あぐりずむ（月 - 木、TOKYO FM） ▽5:55 POWER PLAY（月 - 木） | 5:00 ZERO MORNING - 西川さとり(月曜・水曜・金曜)、荒川みどり(火曜)、梅田あんり(木曜・金曜) ▽5:45 あぐりずむ（月 - 木、TOKYO FM） ▽5:55 POWER PLAY（月 - 木） | 5:00 ZERO MORNING - 西川さとり(月曜・水曜・金曜)、荒川みどり(火曜)、梅田あんり(木曜・金曜) ▽5:45 あぐりずむ（月 - 木、TOKYO FM） ▽5:55 POWER PLAY（月 - 木）                                                                        |
| 6  | 00 | 5:00 ZERO MORNING - 西川さとり(月曜・水曜・金曜)、荒川みどり(火曜)、梅田あんり(木曜・金曜) ▽5:45 あぐりずむ（月 - 木、TOKYO FM） ▽5:55 POWER PLAY（月 - 木） | 5:00 ZERO MORNING - 西川さとり(月曜・水曜・金曜)、荒川みどり(火曜)、梅田あんり(木曜・金曜) ▽5:45 あぐりずむ（月 - 木、TOKYO FM） ▽5:55 POWER PLAY（月 - 木） | 5:00 ZERO MORNING - 西川さとり(月曜・水曜・金曜)、荒川みどり(火曜)、梅田あんり(木曜・金曜) ▽5:45 あぐりずむ（月 - 木、TOKYO FM） ▽5:55 POWER PLAY（月 - 木） | 5:00 ZERO MORNING - 西川さとり(月曜・水曜・金曜)、荒川みどり(火曜)、梅田あんり(木曜・金曜) ▽5:45 あぐりずむ（月 - 木、TOKYO FM） ▽5:55 POWER PLAY（月 - 木） | 5:00 ZERO MORNING - 西川さとり(月曜・水曜・金曜)、荒川みどり(火曜)、梅田あんり(木曜・金曜) ▽5:45 あぐりずむ（月 - 木、TOKYO FM） ▽5:55 POWER PLAY（月 - 木）                                                                        |
| 6  | 40 | 6:40 POWER PLAY | 6:40 POWER PLAY | 6:40 POWER PLAY | 6:40 POWER PLAY | 6:40 POWER PLAY |
| 6  | 50 | 6:50 D U Know? | 6:50 D U Know? | 6:50 D U Know? | 6:50 D U Know? | 6:50 D U Know? |
| 6  | 55 | 6:55 MY OLYMPIC（TOKYO FM） | 6:55 MY OLYMPIC（TOKYO FM） | 6:55 MY OLYMPIC（TOKYO FM） | 6:55 MY OLYMPIC（TOKYO FM） | 6:55 MY OLYMPIC（TOKYO FM） |
| 7  | 00 | 7:00 ONE MORNING（TOKYO FM） ▽7:00 MORNING HEADLINE ▽7:10 リポビタンD TREND NET ▽7:20 （月）メットライフ生命presentsマイマネーハック /（火・木）ONE MORE NEWS /（水）食と農を未来へつなぐ /（金）JA共済 presents なるほど! 交通安全 | 7:00 ONE MORNING（TOKYO FM） ▽7:00 MORNING HEADLINE ▽7:10 リポビタンD TREND NET ▽7:20 （月）メットライフ生命presentsマイマネーハック /（火・木）ONE MORE NEWS /（水）食と農を未来へつなぐ /（金）JA共済 presents なるほど! 交通安全 | 7:00 ONE MORNING（TOKYO FM） ▽7:00 MORNING HEADLINE ▽7:10 リポビタンD TREND NET ▽7:20 （月）メットライフ生命presentsマイマネーハック /（火・木）ONE MORE NEWS /（水）食と農を未来へつなぐ /（金）JA共済 presents なるほど! 交通安全 | 7:00 ONE MORNING（TOKYO FM） ▽7:00 MORNING HEADLINE ▽7:10 リポビタンD TREND NET ▽7:20 （月）メットライフ生命presentsマイマネーハック /（火・木）ONE MORE NEWS /（水）食と農を未来へつなぐ /（金）JA共済 presents なるほど! 交通安全 | 7:00 ONE MORNING（TOKYO FM） ▽7:00 MORNING HEADLINE ▽7:10 リポビタンD TREND NET ▽7:20 （月）メットライフ生命presentsマイマネーハック /（火・木）ONE MORE NEWS /（水）食と農を未来へつなぐ /（金）JA共済 presents なるほど! 交通安全 |
| 7  | 30 | 7:30 ☆ MORNING JAM - 中島浩二（月曜 - 金曜）、こはまもとこ（月曜・木曜）、今村敦子（火曜・金曜）、岡本ヒロミツ（水曜） ▽8:00 SUZUKI TODAY'S KEY NUMBER（TOKYO FM） ▽8:09 今日のスポーツ（TOKYO FM） ▽8:10 NEW TREND ONE（TOKYO FM） ▽10:55 （月）NTT docomo presents Enjoy!スマートライフストーリー - BUTCH・小雪 （火）D U Know? （水）シエルトの未知しるべ （木）やさしく解説：産婦人科のおはなし - こはまもとこ ▽11:00 坂本美雨のディア・フレンズ（TOKYO FM） ▽11:55 （月）ふくおかグルメ手帖 - 愛智望美 （火）モダンプロジェ presents スタートアップRadio - TOGGY （水・木）D U Know? | 7:30 ☆ MORNING JAM - 中島浩二（月曜 - 金曜）、こはまもとこ（月曜・木曜）、今村敦子（火曜・金曜）、岡本ヒロミツ（水曜） ▽8:00 SUZUKI TODAY'S KEY NUMBER（TOKYO FM） ▽8:09 今日のスポーツ（TOKYO FM） ▽8:10 NEW TREND ONE（TOKYO FM） ▽10:55 （月）NTT docomo presents Enjoy!スマートライフストーリー - BUTCH・小雪 （火）D U Know? （水）シエルトの未知しるべ （木）やさしく解説：産婦人科のおはなし - こはまもとこ ▽11:00 坂本美雨のディア・フレンズ（TOKYO FM） ▽11:55 （月）ふくおかグルメ手帖 - 愛智望美 （火）モダンプロジェ presents スタートアップRadio - TOGGY （水・木）D U Know? | 7:30 ☆ MORNING JAM - 中島浩二（月曜 - 金曜）、こはまもとこ（月曜・木曜）、今村敦子（火曜・金曜）、岡本ヒロミツ（水曜） ▽8:00 SUZUKI TODAY'S KEY NUMBER（TOKYO FM） ▽8:09 今日のスポーツ（TOKYO FM） ▽8:10 NEW TREND ONE（TOKYO FM） ▽10:55 （月）NTT docomo presents Enjoy!スマートライフストーリー - BUTCH・小雪 （火）D U Know? （水）シエルトの未知しるべ （木）やさしく解説：産婦人科のおはなし - こはまもとこ ▽11:00 坂本美雨のディア・フレンズ（TOKYO FM） ▽11:55 （月）ふくおかグルメ手帖 - 愛智望美 （火）モダンプロジェ presents スタートアップRadio - TOGGY （水・木）D U Know? | 7:30 ☆ MORNING JAM - 中島浩二（月曜 - 金曜）、こはまもとこ（月曜・木曜）、今村敦子（火曜・金曜）、岡本ヒロミツ（水曜） ▽8:00 SUZUKI TODAY'S KEY NUMBER（TOKYO FM） ▽8:09 今日のスポーツ（TOKYO FM） ▽8:10 NEW TREND ONE（TOKYO FM） ▽10:55 （月）NTT docomo presents Enjoy!スマートライフストーリー - BUTCH・小雪 （火）D U Know? （水）シエルトの未知しるべ （木）やさしく解説：産婦人科のおはなし - こはまもとこ ▽11:00 坂本美雨のディア・フレンズ（TOKYO FM） ▽11:55 （月）ふくおかグルメ手帖 - 愛智望美 （火）モダンプロジェ presents スタートアップRadio - TOGGY （水・木）D U Know? | |
| 8  | 00 | 7:30 ☆ MORNING JAM - 中島浩二（月曜 - 金曜）、こはまもとこ（月曜・木曜）、今村敦子（火曜・金曜）、岡本ヒロミツ（水曜） ▽8:00 SUZUKI TODAY'S KEY NUMBER（TOKYO FM） ▽8:09 今日のスポーツ（TOKYO FM） ▽8:10 NEW TREND ONE（TOKYO FM） ▽10:55 （月）NTT docomo presents Enjoy!スマートライフストーリー - BUTCH・小雪 （火）D U Know? （水）シエルトの未知しるべ （木）やさしく解説：産婦人科のおはなし - こはまもとこ ▽11:00 坂本美雨のディア・フレンズ（TOKYO FM） ▽11:55 （月）ふくおかグルメ手帖 - 愛智望美 （火）モダンプロジェ presents スタートアップRadio - TOGGY （水・木）D U Know? | 7:30 ☆ MORNING JAM - 中島浩二（月曜 - 金曜）、こはまもとこ（月曜・木曜）、今村敦子（火曜・金曜）、岡本ヒロミツ（水曜） ▽8:00 SUZUKI TODAY'S KEY NUMBER（TOKYO FM） ▽8:09 今日のスポーツ（TOKYO FM） ▽8:10 NEW TREND ONE（TOKYO FM） ▽10:55 （月）NTT docomo presents Enjoy!スマートライフストーリー - BUTCH・小雪 （火）D U Know? （水）シエルトの未知しるべ （木）やさしく解説：産婦人科のおはなし - こはまもとこ ▽11:00 坂本美雨のディア・フレンズ（TOKYO FM） ▽11:55 （月）ふくおかグルメ手帖 - 愛智望美 （火）モダンプロジェ presents スタートアップRadio - TOGGY （水・木）D U Know? | 7:30 ☆ MORNING JAM - 中島浩二（月曜 - 金曜）、こはまもとこ（月曜・木曜）、今村敦子（火曜・金曜）、岡本ヒロミツ（水曜） ▽8:00 SUZUKI TODAY'S KEY NUMBER（TOKYO FM） ▽8:09 今日のスポーツ（TOKYO FM） ▽8:10 NEW TREND ONE（TOKYO FM） ▽10:55 （月）NTT docomo presents Enjoy!スマートライフストーリー - BUTCH・小雪 （火）D U Know? （水）シエルトの未知しるべ （木）やさしく解説：産婦人科のおはなし - こはまもとこ ▽11:00 坂本美雨のディア・フレンズ（TOKYO FM） ▽11:55 （月）ふくおかグルメ手帖 - 愛智望美 （火）モダンプロジェ presents スタートアップRadio - TOGGY （水・木）D U Know? | 7:30 ☆ MORNING JAM - 中島浩二（月曜 - 金曜）、こはまもとこ（月曜・木曜）、今村敦子（火曜・金曜）、岡本ヒロミツ（水曜） ▽8:00 SUZUKI TODAY'S KEY NUMBER（TOKYO FM） ▽8:09 今日のスポーツ（TOKYO FM） ▽8:10 NEW TREND ONE（TOKYO FM） ▽10:55 （月）NTT docomo presents Enjoy!スマートライフストーリー - BUTCH・小雪 （火）D U Know? （水）シエルトの未知しるべ （木）やさしく解説：産婦人科のおはなし - こはまもとこ ▽11:00 坂本美雨のディア・フレンズ（TOKYO FM） ▽11:55 （月）ふくおかグルメ手帖 - 愛智望美 （火）モダンプロジェ presents スタートアップRadio - TOGGY （水・木）D U Know? | |
| 9  | 00 | 7:30 ☆ MORNING JAM - 中島浩二（月曜 - 金曜）、こはまもとこ（月曜・木曜）、今村敦子（火曜・金曜）、岡本ヒロミツ（水曜） ▽8:00 SUZUKI TODAY'S KEY NUMBER（TOKYO FM） ▽8:09 今日のスポーツ（TOKYO FM） ▽8:10 NEW TREND ONE（TOKYO FM） ▽10:55 （月）NTT docomo presents Enjoy!スマートライフストーリー - BUTCH・小雪 （火）D U Know? （水）シエルトの未知しるべ （木）やさしく解説：産婦人科のおはなし - こはまもとこ ▽11:00 坂本美雨のディア・フレンズ（TOKYO FM） ▽11:55 （月）ふくおかグルメ手帖 - 愛智望美 （火）モダンプロジェ presents スタートアップRadio - TOGGY （水・木）D U Know? | 7:30 ☆ MORNING JAM - 中島浩二（月曜 - 金曜）、こはまもとこ（月曜・木曜）、今村敦子（火曜・金曜）、岡本ヒロミツ（水曜） ▽8:00 SUZUKI TODAY'S KEY NUMBER（TOKYO FM） ▽8:09 今日のスポーツ（TOKYO FM） ▽8:10 NEW TREND ONE（TOKYO FM） ▽10:55 （月）NTT docomo presents Enjoy!スマートライフストーリー - BUTCH・小雪 （火）D U Know? （水）シエルトの未知しるべ （木）やさしく解説：産婦人科のおはなし - こはまもとこ ▽11:00 坂本美雨のディア・フレンズ（TOKYO FM） ▽11:55 （月）ふくおかグルメ手帖 - 愛智望美 （火）モダンプロジェ presents スタートアップRadio - TOGGY （水・木）D U Know? | 7:30 ☆ MORNING JAM - 中島浩二（月曜 - 金曜）、こはまもとこ（月曜・木曜）、今村敦子（火曜・金曜）、岡本ヒロミツ（水曜） ▽8:00 SUZUKI TODAY'S KEY NUMBER（TOKYO FM） ▽8:09 今日のスポーツ（TOKYO FM） ▽8:10 NEW TREND ONE（TOKYO FM） ▽10:55 （月）NTT docomo presents Enjoy!スマートライフストーリー - BUTCH・小雪 （火）D U Know? （水）シエルトの未知しるべ （木）やさしく解説：産婦人科のおはなし - こはまもとこ ▽11:00 坂本美雨のディア・フレンズ（TOKYO FM） ▽11:55 （月）ふくおかグルメ手帖 - 愛智望美 （火）モダンプロジェ presents スタートアップRadio - TOGGY （水・木）D U Know? | 7:30 ☆ MORNING JAM - 中島浩二（月曜 - 金曜）、こはまもとこ（月曜・木曜）、今村敦子（火曜・金曜）、岡本ヒロミツ（水曜） ▽8:00 SUZUKI TODAY'S KEY NUMBER（TOKYO FM） ▽8:09 今日のスポーツ（TOKYO FM） ▽8:10 NEW TREND ONE（TOKYO FM） ▽10:55 （月）NTT docomo presents Enjoy!スマートライフストーリー - BUTCH・小雪 （火）D U Know? （水）シエルトの未知しるべ （木）やさしく解説：産婦人科のおはなし - こはまもとこ ▽11:00 坂本美雨のディア・フレンズ（TOKYO FM） ▽11:55 （月）ふくおかグルメ手帖 - 愛智望美 （火）モダンプロジェ presents スタートアップRadio - TOGGY （水・木）D U Know? | |
| 10 | 00 | 7:30 ☆ MORNING JAM - 中島浩二（月曜 - 金曜）、こはまもとこ（月曜・木曜）、今村敦子（火曜・金曜）、岡本ヒロミツ（水曜） ▽8:00 SUZUKI TODAY'S KEY NUMBER（TOKYO FM） ▽8:09 今日のスポーツ（TOKYO FM） ▽8:10 NEW TREND ONE（TOKYO FM） ▽10:55 （月）NTT docomo presents Enjoy!スマートライフストーリー - BUTCH・小雪 （火）D U Know? （水）シエルトの未知しるべ （木）やさしく解説：産婦人科のおはなし - こはまもとこ ▽11:00 坂本美雨のディア・フレンズ（TOKYO FM） ▽11:55 （月）ふくおかグルメ手帖 - 愛智望美 （火）モダンプロジェ presents スタートアップRadio - TOGGY （水・木）D U Know? | 7:30 ☆ MORNING JAM - 中島浩二（月曜 - 金曜）、こはまもとこ（月曜・木曜）、今村敦子（火曜・金曜）、岡本ヒロミツ（水曜） ▽8:00 SUZUKI TODAY'S KEY NUMBER（TOKYO FM） ▽8:09 今日のスポーツ（TOKYO FM） ▽8:10 NEW TREND ONE（TOKYO FM） ▽10:55 （月）NTT docomo presents Enjoy!スマートライフストーリー - BUTCH・小雪 （火）D U Know? （水）シエルトの未知しるべ （木）やさしく解説：産婦人科のおはなし - こはまもとこ ▽11:00 坂本美雨のディア・フレンズ（TOKYO FM） ▽11:55 （月）ふくおかグルメ手帖 - 愛智望美 （火）モダンプロジェ presents スタートアップRadio - TOGGY （水・木）D U Know? | 7:30 ☆ MORNING JAM - 中島浩二（月曜 - 金曜）、こはまもとこ（月曜・木曜）、今村敦子（火曜・金曜）、岡本ヒロミツ（水曜） ▽8:00 SUZUKI TODAY'S KEY NUMBER（TOKYO FM） ▽8:09 今日のスポーツ（TOKYO FM） ▽8:10 NEW TREND ONE（TOKYO FM） ▽10:55 （月）NTT docomo presents Enjoy!スマートライフストーリー - BUTCH・小雪 （火）D U Know? （水）シエルトの未知しるべ （木）やさしく解説：産婦人科のおはなし - こはまもとこ ▽11:00 坂本美雨のディア・フレンズ（TOKYO FM） ▽11:55 （月）ふくおかグルメ手帖 - 愛智望美 （火）モダンプロジェ presents スタートアップRadio - TOGGY （水・木）D U Know? | 7:30 ☆ MORNING JAM - 中島浩二（月曜 - 金曜）、こはまもとこ（月曜・木曜）、今村敦子（火曜・金曜）、岡本ヒロミツ（水曜） ▽8:00 SUZUKI TODAY'S KEY NUMBER（TOKYO FM） ▽8:09 今日のスポーツ（TOKYO FM） ▽8:10 NEW TREND ONE（TOKYO FM） ▽10:55 （月）NTT docomo presents Enjoy!スマートライフストーリー - BUTCH・小雪 （火）D U Know? （水）シエルトの未知しるべ （木）やさしく解説：産婦人科のおはなし - こはまもとこ ▽11:00 坂本美雨のディア・フレンズ（TOKYO FM） ▽11:55 （月）ふくおかグルメ手帖 - 愛智望美 （火）モダンプロジェ presents スタートアップRadio - TOGGY （水・木）D U Know? | |
| 10 | 55 | 7:30 ☆ MORNING JAM - 中島浩二（月曜 - 金曜）、こはまもとこ（月曜・木曜）、今村敦子（火曜・金曜）、岡本ヒロミツ（水曜） ▽8:00 SUZUKI TODAY'S KEY NUMBER（TOKYO FM） ▽8:09 今日のスポーツ（TOKYO FM） ▽8:10 NEW TREND ONE（TOKYO FM） ▽10:55 （月）NTT docomo presents Enjoy!スマートライフストーリー - BUTCH・小雪 （火）D U Know? （水）シエルトの未知しるべ （木）やさしく解説：産婦人科のおはなし - こはまもとこ ▽11:00 坂本美雨のディア・フレンズ（TOKYO FM） ▽11:55 （月）ふくおかグルメ手帖 - 愛智望美 （火）モダンプロジェ presents スタートアップRadio - TOGGY （水・木）D U Know? | 7:30 ☆ MORNING JAM - 中島浩二（月曜 - 金曜）、こはまもとこ（月曜・木曜）、今村敦子（火曜・金曜）、岡本ヒロミツ（水曜） ▽8:00 SUZUKI TODAY'S KEY NUMBER（TOKYO FM） ▽8:09 今日のスポーツ（TOKYO FM） ▽8:10 NEW TREND ONE（TOKYO FM） ▽10:55 （月）NTT docomo presents Enjoy!スマートライフストーリー - BUTCH・小雪 （火）D U Know? （水）シエルトの未知しるべ （木）やさしく解説：産婦人科のおはなし - こはまもとこ ▽11:00 坂本美雨のディア・フレンズ（TOKYO FM） ▽11:55 （月）ふくおかグルメ手帖 - 愛智望美 （火）モダンプロジェ presents スタートアップRadio - TOGGY （水・木）D U Know? | 7:30 ☆ MORNING JAM - 中島浩二（月曜 - 金曜）、こはまもとこ（月曜・木曜）、今村敦子（火曜・金曜）、岡本ヒロミツ（水曜） ▽8:00 SUZUKI TODAY'S KEY NUMBER（TOKYO FM） ▽8:09 今日のスポーツ（TOKYO FM） ▽8:10 NEW TREND ONE（TOKYO FM） ▽10:55 （月）NTT docomo presents Enjoy!スマートライフストーリー - BUTCH・小雪 （火）D U Know? （水）シエルトの未知しるべ （木）やさしく解説：産婦人科のおはなし - こはまもとこ ▽11:00 坂本美雨のディア・フレンズ（TOKYO FM） ▽11:55 （月）ふくおかグルメ手帖 - 愛智望美 （火）モダンプロジェ presents スタートアップRadio - TOGGY （水・木）D U Know? | 7:30 ☆ MORNING JAM - 中島浩二（月曜 - 金曜）、こはまもとこ（月曜・木曜）、今村敦子（火曜・金曜）、岡本ヒロミツ（水曜） ▽8:00 SUZUKI TODAY'S KEY NUMBER（TOKYO FM） ▽8:09 今日のスポーツ（TOKYO FM） ▽8:10 NEW TREND ONE（TOKYO FM） ▽10:55 （月）NTT docomo presents Enjoy!スマートライフストーリー - BUTCH・小雪 （火）D U Know? （水）シエルトの未知しるべ （木）やさしく解説：産婦人科のおはなし - こはまもとこ ▽11:00 坂本美雨のディア・フレンズ（TOKYO FM） ▽11:55 （月）ふくおかグルメ手帖 - 愛智望美 （火）モダンプロジェ presents スタートアップRadio - TOGGY （水・木）D U Know? | 10:55 TRAFFIC REPORT |
| 11 | 00 | 7:30 ☆ MORNING JAM - 中島浩二（月曜 - 金曜）、こはまもとこ（月曜・木曜）、今村敦子（火曜・金曜）、岡本ヒロミツ（水曜） ▽8:00 SUZUKI TODAY'S KEY NUMBER（TOKYO FM） ▽8:09 今日のスポーツ（TOKYO FM） ▽8:10 NEW TREND ONE（TOKYO FM） ▽10:55 （月）NTT docomo presents Enjoy!スマートライフストーリー - BUTCH・小雪 （火）D U Know? （水）シエルトの未知しるべ （木）やさしく解説：産婦人科のおはなし - こはまもとこ ▽11:00 坂本美雨のディア・フレンズ（TOKYO FM） ▽11:55 （月）ふくおかグルメ手帖 - 愛智望美 （火）モダンプロジェ presents スタートアップRadio - TOGGY （水・木）D U Know? | 7:30 ☆ MORNING JAM - 中島浩二（月曜 - 金曜）、こはまもとこ（月曜・木曜）、今村敦子（火曜・金曜）、岡本ヒロミツ（水曜） ▽8:00 SUZUKI TODAY'S KEY NUMBER（TOKYO FM） ▽8:09 今日のスポーツ（TOKYO FM） ▽8:10 NEW TREND ONE（TOKYO FM） ▽10:55 （月）NTT docomo presents Enjoy!スマートライフストーリー - BUTCH・小雪 （火）D U Know? （水）シエルトの未知しるべ （木）やさしく解説：産婦人科のおはなし - こはまもとこ ▽11:00 坂本美雨のディア・フレンズ（TOKYO FM） ▽11:55 （月）ふくおかグルメ手帖 - 愛智望美 （火）モダンプロジェ presents スタートアップRadio - TOGGY （水・木）D U Know? | 7:30 ☆ MORNING JAM - 中島浩二（月曜 - 金曜）、こはまもとこ（月曜・木曜）、今村敦子（火曜・金曜）、岡本ヒロミツ（水曜） ▽8:00 SUZUKI TODAY'S KEY NUMBER（TOKYO FM） ▽8:09 今日のスポーツ（TOKYO FM） ▽8:10 NEW TREND ONE（TOKYO FM） ▽10:55 （月）NTT docomo presents Enjoy!スマートライフストーリー - BUTCH・小雪 （火）D U Know? （水）シエルトの未知しるべ （木）やさしく解説：産婦人科のおはなし - こはまもとこ ▽11:00 坂本美雨のディア・フレンズ（TOKYO FM） ▽11:55 （月）ふくおかグルメ手帖 - 愛智望美 （火）モダンプロジェ presents スタートアップRadio - TOGGY （水・木）D U Know? | 7:30 ☆ MORNING JAM - 中島浩二（月曜 - 金曜）、こはまもとこ（月曜・木曜）、今村敦子（火曜・金曜）、岡本ヒロミツ（水曜） ▽8:00 SUZUKI TODAY'S KEY NUMBER（TOKYO FM） ▽8:09 今日のスポーツ（TOKYO FM） ▽8:10 NEW TREND ONE（TOKYO FM） ▽10:55 （月）NTT docomo presents Enjoy!スマートライフストーリー - BUTCH・小雪 （火）D U Know? （水）シエルトの未知しるべ （木）やさしく解説：産婦人科のおはなし - こはまもとこ ▽11:00 坂本美雨のディア・フレンズ（TOKYO FM） ▽11:55 （月）ふくおかグルメ手帖 - 愛智望美 （火）モダンプロジェ presents スタートアップRadio - TOGGY （水・木）D U Know? | 11:00 松任谷由実のYuming Chord（TOKYO FM） |
| 11 | 30 | 7:30 ☆ MORNING JAM - 中島浩二（月曜 - 金曜）、こはまもとこ（月曜・木曜）、今村敦子（火曜・金曜）、岡本ヒロミツ（水曜） ▽8:00 SUZUKI TODAY'S KEY NUMBER（TOKYO FM） ▽8:09 今日のスポーツ（TOKYO FM） ▽8:10 NEW TREND ONE（TOKYO FM） ▽10:55 （月）NTT docomo presents Enjoy!スマートライフストーリー - BUTCH・小雪 （火）D U Know? （水）シエルトの未知しるべ （木）やさしく解説：産婦人科のおはなし - こはまもとこ ▽11:00 坂本美雨のディア・フレンズ（TOKYO FM） ▽11:55 （月）ふくおかグルメ手帖 - 愛智望美 （火）モダンプロジェ presents スタートアップRadio - TOGGY （水・木）D U Know? | 7:30 ☆ MORNING JAM - 中島浩二（月曜 - 金曜）、こはまもとこ（月曜・木曜）、今村敦子（火曜・金曜）、岡本ヒロミツ（水曜） ▽8:00 SUZUKI TODAY'S KEY NUMBER（TOKYO FM） ▽8:09 今日のスポーツ（TOKYO FM） ▽8:10 NEW TREND ONE（TOKYO FM） ▽10:55 （月）NTT docomo presents Enjoy!スマートライフストーリー - BUTCH・小雪 （火）D U Know? （水）シエルトの未知しるべ （木）やさしく解説：産婦人科のおはなし - こはまもとこ ▽11:00 坂本美雨のディア・フレンズ（TOKYO FM） ▽11:55 （月）ふくおかグルメ手帖 - 愛智望美 （火）モダンプロジェ presents スタートアップRadio - TOGGY （水・木）D U Know? | 7:30 ☆ MORNING JAM - 中島浩二（月曜 - 金曜）、こはまもとこ（月曜・木曜）、今村敦子（火曜・金曜）、岡本ヒロミツ（水曜） ▽8:00 SUZUKI TODAY'S KEY NUMBER（TOKYO FM） ▽8:09 今日のスポーツ（TOKYO FM） ▽8:10 NEW TREND ONE（TOKYO FM） ▽10:55 （月）NTT docomo presents Enjoy!スマートライフストーリー - BUTCH・小雪 （火）D U Know? （水）シエルトの未知しるべ （木）やさしく解説：産婦人科のおはなし - こはまもとこ ▽11:00 坂本美雨のディア・フレンズ（TOKYO FM） ▽11:55 （月）ふくおかグルメ手帖 - 愛智望美 （火）モダンプロジェ presents スタートアップRadio - TOGGY （水・木）D U Know? | 7:30 ☆ MORNING JAM - 中島浩二（月曜 - 金曜）、こはまもとこ（月曜・木曜）、今村敦子（火曜・金曜）、岡本ヒロミツ（水曜） ▽8:00 SUZUKI TODAY'S KEY NUMBER（TOKYO FM） ▽8:09 今日のスポーツ（TOKYO FM） ▽8:10 NEW TREND ONE（TOKYO FM） ▽10:55 （月）NTT docomo presents Enjoy!スマートライフストーリー - BUTCH・小雪 （火）D U Know? （水）シエルトの未知しるべ （木）やさしく解説：産婦人科のおはなし - こはまもとこ ▽11:00 坂本美雨のディア・フレンズ（TOKYO FM） ▽11:55 （月）ふくおかグルメ手帖 - 愛智望美 （火）モダンプロジェ presents スタートアップRadio - TOGGY （水・木）D U Know? | 11:30 NTT西日本 ミュージック・サロン - 池田美保 |
| 11 | 55 | 7:30 ☆ MORNING JAM - 中島浩二（月曜 - 金曜）、こはまもとこ（月曜・木曜）、今村敦子（火曜・金曜）、岡本ヒロミツ（水曜） ▽8:00 SUZUKI TODAY'S KEY NUMBER（TOKYO FM） ▽8:09 今日のスポーツ（TOKYO FM） ▽8:10 NEW TREND ONE（TOKYO FM） ▽10:55 （月）NTT docomo presents Enjoy!スマートライフストーリー - BUTCH・小雪 （火）D U Know? （水）シエルトの未知しるべ （木）やさしく解説：産婦人科のおはなし - こはまもとこ ▽11:00 坂本美雨のディア・フレンズ（TOKYO FM） ▽11:55 （月）ふくおかグルメ手帖 - 愛智望美 （火）モダンプロジェ presents スタートアップRadio - TOGGY （水・木）D U Know? | 7:30 ☆ MORNING JAM - 中島浩二（月曜 - 金曜）、こはまもとこ（月曜・木曜）、今村敦子（火曜・金曜）、岡本ヒロミツ（水曜） ▽8:00 SUZUKI TODAY'S KEY NUMBER（TOKYO FM） ▽8:09 今日のスポーツ（TOKYO FM） ▽8:10 NEW TREND ONE（TOKYO FM） ▽10:55 （月）NTT docomo presents Enjoy!スマートライフストーリー - BUTCH・小雪 （火）D U Know? （水）シエルトの未知しるべ （木）やさしく解説：産婦人科のおはなし - こはまもとこ ▽11:00 坂本美雨のディア・フレンズ（TOKYO FM） ▽11:55 （月）ふくおかグルメ手帖 - 愛智望美 （火）モダンプロジェ presents スタートアップRadio - TOGGY （水・木）D U Know? | 7:30 ☆ MORNING JAM - 中島浩二（月曜 - 金曜）、こはまもとこ（月曜・木曜）、今村敦子（火曜・金曜）、岡本ヒロミツ（水曜） ▽8:00 SUZUKI TODAY'S KEY NUMBER（TOKYO FM） ▽8:09 今日のスポーツ（TOKYO FM） ▽8:10 NEW TREND ONE（TOKYO FM） ▽10:55 （月）NTT docomo presents Enjoy!スマートライフストーリー - BUTCH・小雪 （火）D U Know? （水）シエルトの未知しるべ （木）やさしく解説：産婦人科のおはなし - こはまもとこ ▽11:00 坂本美雨のディア・フレンズ（TOKYO FM） ▽11:55 （月）ふくおかグルメ手帖 - 愛智望美 （火）モダンプロジェ presents スタートアップRadio - TOGGY （水・木）D U Know? | 7:30 ☆ MORNING JAM - 中島浩二（月曜 - 金曜）、こはまもとこ（月曜・木曜）、今村敦子（火曜・金曜）、岡本ヒロミツ（水曜） ▽8:00 SUZUKI TODAY'S KEY NUMBER（TOKYO FM） ▽8:09 今日のスポーツ（TOKYO FM） ▽8:10 NEW TREND ONE（TOKYO FM） ▽10:55 （月）NTT docomo presents Enjoy!スマートライフストーリー - BUTCH・小雪 （火）D U Know? （水）シエルトの未知しるべ （木）やさしく解説：産婦人科のおはなし - こはまもとこ ▽11:00 坂本美雨のディア・フレンズ（TOKYO FM） ▽11:55 （月）ふくおかグルメ手帖 - 愛智望美 （火）モダンプロジェ presents スタートアップRadio - TOGGY （水・木）D U Know? | 11:55 ふくおかグルメ手帖 - 愛智望美 |
| 12 | 00 | 7:30 ☆ MORNING JAM - 中島浩二（月曜 - 金曜）、こはまもとこ（月曜・木曜）、今村敦子（火曜・金曜）、岡本ヒロミツ（水曜） ▽8:00 SUZUKI TODAY'S KEY NUMBER（TOKYO FM） ▽8:09 今日のスポーツ（TOKYO FM） ▽8:10 NEW TREND ONE（TOKYO FM） ▽10:55 （月）NTT docomo presents Enjoy!スマートライフストーリー - BUTCH・小雪 （火）D U Know? （水）シエルトの未知しるべ （木）やさしく解説：産婦人科のおはなし - こはまもとこ ▽11:00 坂本美雨のディア・フレンズ（TOKYO FM） ▽11:55 （月）ふくおかグルメ手帖 - 愛智望美 （火）モダンプロジェ presents スタートアップRadio - TOGGY （水・木）D U Know? | 7:30 ☆ MORNING JAM - 中島浩二（月曜 - 金曜）、こはまもとこ（月曜・木曜）、今村敦子（火曜・金曜）、岡本ヒロミツ（水曜） ▽8:00 SUZUKI TODAY'S KEY NUMBER（TOKYO FM） ▽8:09 今日のスポーツ（TOKYO FM） ▽8:10 NEW TREND ONE（TOKYO FM） ▽10:55 （月）NTT docomo presents Enjoy!スマートライフストーリー - BUTCH・小雪 （火）D U Know? （水）シエルトの未知しるべ （木）やさしく解説：産婦人科のおはなし - こはまもとこ ▽11:00 坂本美雨のディア・フレンズ（TOKYO FM） ▽11:55 （月）ふくおかグルメ手帖 - 愛智望美 （火）モダンプロジェ presents スタートアップRadio - TOGGY （水・木）D U Know? | 7:30 ☆ MORNING JAM - 中島浩二（月曜 - 金曜）、こはまもとこ（月曜・木曜）、今村敦子（火曜・金曜）、岡本ヒロミツ（水曜） ▽8:00 SUZUKI TODAY'S KEY NUMBER（TOKYO FM） ▽8:09 今日のスポーツ（TOKYO FM） ▽8:10 NEW TREND ONE（TOKYO FM） ▽10:55 （月）NTT docomo presents Enjoy!スマートライフストーリー - BUTCH・小雪 （火）D U Know? （水）シエルトの未知しるべ （木）やさしく解説：産婦人科のおはなし - こはまもとこ ▽11:00 坂本美雨のディア・フレンズ（TOKYO FM） ▽11:55 （月）ふくおかグルメ手帖 - 愛智望美 （火）モダンプロジェ presents スタートアップRadio - TOGGY （水・木）D U Know? | 7:30 ☆ MORNING JAM - 中島浩二（月曜 - 金曜）、こはまもとこ（月曜・木曜）、今村敦子（火曜・金曜）、岡本ヒロミツ（水曜） ▽8:00 SUZUKI TODAY'S KEY NUMBER（TOKYO FM） ▽8:09 今日のスポーツ（TOKYO FM） ▽8:10 NEW TREND ONE（TOKYO FM） ▽10:55 （月）NTT docomo presents Enjoy!スマートライフストーリー - BUTCH・小雪 （火）D U Know? （水）シエルトの未知しるべ （木）やさしく解説：産婦人科のおはなし - こはまもとこ ▽11:00 坂本美雨のディア・フレンズ（TOKYO FM） ▽11:55 （月）ふくおかグルメ手帖 - 愛智望美 （火）モダンプロジェ presents スタートアップRadio - TOGGY （水・木）D U Know? | 12:00 週末のリーダー～weekend reader - 梅田あんり |
| 12 | 25 | 7:30 ☆ MORNING JAM - 中島浩二（月曜 - 金曜）、こはまもとこ（月曜・木曜）、今村敦子（火曜・金曜）、岡本ヒロミツ（水曜） ▽8:00 SUZUKI TODAY'S KEY NUMBER（TOKYO FM） ▽8:09 今日のスポーツ（TOKYO FM） ▽8:10 NEW TREND ONE（TOKYO FM） ▽10:55 （月）NTT docomo presents Enjoy!スマートライフストーリー - BUTCH・小雪 （火）D U Know? （水）シエルトの未知しるべ （木）やさしく解説：産婦人科のおはなし - こはまもとこ ▽11:00 坂本美雨のディア・フレンズ（TOKYO FM） ▽11:55 （月）ふくおかグルメ手帖 - 愛智望美 （火）モダンプロジェ presents スタートアップRadio - TOGGY （水・木）D U Know? | 7:30 ☆ MORNING JAM - 中島浩二（月曜 - 金曜）、こはまもとこ（月曜・木曜）、今村敦子（火曜・金曜）、岡本ヒロミツ（水曜） ▽8:00 SUZUKI TODAY'S KEY NUMBER（TOKYO FM） ▽8:09 今日のスポーツ（TOKYO FM） ▽8:10 NEW TREND ONE（TOKYO FM） ▽10:55 （月）NTT docomo presents Enjoy!スマートライフストーリー - BUTCH・小雪 （火）D U Know? （水）シエルトの未知しるべ （木）やさしく解説：産婦人科のおはなし - こはまもとこ ▽11:00 坂本美雨のディア・フレンズ（TOKYO FM） ▽11:55 （月）ふくおかグルメ手帖 - 愛智望美 （火）モダンプロジェ presents スタートアップRadio - TOGGY （水・木）D U Know? | 7:30 ☆ MORNING JAM - 中島浩二（月曜 - 金曜）、こはまもとこ（月曜・木曜）、今村敦子（火曜・金曜）、岡本ヒロミツ（水曜） ▽8:00 SUZUKI TODAY'S KEY NUMBER（TOKYO FM） ▽8:09 今日のスポーツ（TOKYO FM） ▽8:10 NEW TREND ONE（TOKYO FM） ▽10:55 （月）NTT docomo presents Enjoy!スマートライフストーリー - BUTCH・小雪 （火）D U Know? （水）シエルトの未知しるべ （木）やさしく解説：産婦人科のおはなし - こはまもとこ ▽11:00 坂本美雨のディア・フレンズ（TOKYO FM） ▽11:55 （月）ふくおかグルメ手帖 - 愛智望美 （火）モダンプロジェ presents スタートアップRadio - TOGGY （水・木）D U Know? | 7:30 ☆ MORNING JAM - 中島浩二（月曜 - 金曜）、こはまもとこ（月曜・木曜）、今村敦子（火曜・金曜）、岡本ヒロミツ（水曜） ▽8:00 SUZUKI TODAY'S KEY NUMBER（TOKYO FM） ▽8:09 今日のスポーツ（TOKYO FM） ▽8:10 NEW TREND ONE（TOKYO FM） ▽10:55 （月）NTT docomo presents Enjoy!スマートライフストーリー - BUTCH・小雪 （火）D U Know? （水）シエルトの未知しるべ （木）やさしく解説：産婦人科のおはなし - こはまもとこ ▽11:00 坂本美雨のディア・フレンズ（TOKYO FM） ▽11:55 （月）ふくおかグルメ手帖 - 愛智望美 （火）モダンプロジェ presents スタートアップRadio - TOGGY （水・木）D U Know? | 12:25 D U Know? |
| 12 | 30 | 12:30 ☆ 〜Ultra Radio Connection〜DIG!!!!!!!!FUKUOKA - クワハラタクヤ、小雪（月曜）、 BUTCH、愛智望美（火曜）、 コンバット満、斉藤ふみ（水曜）、 TOGGY、上田理子(ばってん少女隊)（木曜） ▽14:55 IMP.のIMPickup（TOKYO FM） ▽15:55 （月・水・木）D U Know? （火）みんなで撲滅 飲酒運転 - 木原友香 | 12:30 ☆ 〜Ultra Radio Connection〜DIG!!!!!!!!FUKUOKA - クワハラタクヤ、小雪（月曜）、 BUTCH、愛智望美（火曜）、 コンバット満、斉藤ふみ（水曜）、 TOGGY、上田理子(ばってん少女隊)（木曜） ▽14:55 IMP.のIMPickup（TOKYO FM） ▽15:55 （月・水・木）D U Know? （火）みんなで撲滅 飲酒運転 - 木原友香 | 12:30 ☆ 〜Ultra Radio Connection〜DIG!!!!!!!!FUKUOKA - クワハラタクヤ、小雪（月曜）、 BUTCH、愛智望美（火曜）、 コンバット満、斉藤ふみ（水曜）、 TOGGY、上田理子(ばってん少女隊)（木曜） ▽14:55 IMP.のIMPickup（TOKYO FM） ▽15:55 （月・水・木）D U Know? （火）みんなで撲滅 飲酒運転 - 木原友香 | 12:30 ☆ 〜Ultra Radio Connection〜DIG!!!!!!!!FUKUOKA - クワハラタクヤ、小雪（月曜）、 BUTCH、愛智望美（火曜）、 コンバット満、斉藤ふみ（水曜）、 TOGGY、上田理子(ばってん少女隊)（木曜） ▽14:55 IMP.のIMPickup（TOKYO FM） ▽15:55 （月・水・木）D U Know? （火）みんなで撲滅 飲酒運転 - 木原友香 | 12:30 小澤俊夫 昔話へのご招待 - 小澤俊夫・西本美恵子 |
| 12 | 55 | 12:30 ☆ 〜Ultra Radio Connection〜DIG!!!!!!!!FUKUOKA - クワハラタクヤ、小雪（月曜）、 BUTCH、愛智望美（火曜）、 コンバット満、斉藤ふみ（水曜）、 TOGGY、上田理子(ばってん少女隊)（木曜） ▽14:55 IMP.のIMPickup（TOKYO FM） ▽15:55 （月・水・木）D U Know? （火）みんなで撲滅 飲酒運転 - 木原友香 | 12:30 ☆ 〜Ultra Radio Connection〜DIG!!!!!!!!FUKUOKA - クワハラタクヤ、小雪（月曜）、 BUTCH、愛智望美（火曜）、 コンバット満、斉藤ふみ（水曜）、 TOGGY、上田理子(ばってん少女隊)（木曜） ▽14:55 IMP.のIMPickup（TOKYO FM） ▽15:55 （月・水・木）D U Know? （火）みんなで撲滅 飲酒運転 - 木原友香 | 12:30 ☆ 〜Ultra Radio Connection〜DIG!!!!!!!!FUKUOKA - クワハラタクヤ、小雪（月曜）、 BUTCH、愛智望美（火曜）、 コンバット満、斉藤ふみ（水曜）、 TOGGY、上田理子(ばってん少女隊)（木曜） ▽14:55 IMP.のIMPickup（TOKYO FM） ▽15:55 （月・水・木）D U Know? （火）みんなで撲滅 飲酒運転 - 木原友香 | 12:30 ☆ 〜Ultra Radio Connection〜DIG!!!!!!!!FUKUOKA - クワハラタクヤ、小雪（月曜）、 BUTCH、愛智望美（火曜）、 コンバット満、斉藤ふみ（水曜）、 TOGGY、上田理子(ばってん少女隊)（木曜） ▽14:55 IMP.のIMPickup（TOKYO FM） ▽15:55 （月・水・木）D U Know? （火）みんなで撲滅 飲酒運転 - 木原友香 | 12:55 ニュース |
| 13 | 00 | 12:30 ☆ 〜Ultra Radio Connection〜DIG!!!!!!!!FUKUOKA - クワハラタクヤ、小雪（月曜）、 BUTCH、愛智望美（火曜）、 コンバット満、斉藤ふみ（水曜）、 TOGGY、上田理子(ばってん少女隊)（木曜） ▽14:55 IMP.のIMPickup（TOKYO FM） ▽15:55 （月・水・木）D U Know? （火）みんなで撲滅 飲酒運転 - 木原友香 | 12:30 ☆ 〜Ultra Radio Connection〜DIG!!!!!!!!FUKUOKA - クワハラタクヤ、小雪（月曜）、 BUTCH、愛智望美（火曜）、 コンバット満、斉藤ふみ（水曜）、 TOGGY、上田理子(ばってん少女隊)（木曜） ▽14:55 IMP.のIMPickup（TOKYO FM） ▽15:55 （月・水・木）D U Know? （火）みんなで撲滅 飲酒運転 - 木原友香 | 12:30 ☆ 〜Ultra Radio Connection〜DIG!!!!!!!!FUKUOKA - クワハラタクヤ、小雪（月曜）、 BUTCH、愛智望美（火曜）、 コンバット満、斉藤ふみ（水曜）、 TOGGY、上田理子(ばってん少女隊)（木曜） ▽14:55 IMP.のIMPickup（TOKYO FM） ▽15:55 （月・水・木）D U Know? （火）みんなで撲滅 飲酒運転 - 木原友香 | 12:30 ☆ 〜Ultra Radio Connection〜DIG!!!!!!!!FUKUOKA - クワハラタクヤ、小雪（月曜）、 BUTCH、愛智望美（火曜）、 コンバット満、斉藤ふみ（水曜）、 TOGGY、上田理子(ばってん少女隊)（木曜） ▽14:55 IMP.のIMPickup（TOKYO FM） ▽15:55 （月・水・木）D U Know? （火）みんなで撲滅 飲酒運転 - 木原友香 | 13:00 西日本シティ銀行 presents 教えて!コンシェルジュ! - 今村敦子 |
| 13 | 30 | 12:30 ☆ 〜Ultra Radio Connection〜DIG!!!!!!!!FUKUOKA - クワハラタクヤ、小雪（月曜）、 BUTCH、愛智望美（火曜）、 コンバット満、斉藤ふみ（水曜）、 TOGGY、上田理子(ばってん少女隊)（木曜） ▽14:55 IMP.のIMPickup（TOKYO FM） ▽15:55 （月・水・木）D U Know? （火）みんなで撲滅 飲酒運転 - 木原友香 | 12:30 ☆ 〜Ultra Radio Connection〜DIG!!!!!!!!FUKUOKA - クワハラタクヤ、小雪（月曜）、 BUTCH、愛智望美（火曜）、 コンバット満、斉藤ふみ（水曜）、 TOGGY、上田理子(ばってん少女隊)（木曜） ▽14:55 IMP.のIMPickup（TOKYO FM） ▽15:55 （月・水・木）D U Know? （火）みんなで撲滅 飲酒運転 - 木原友香 | 12:30 ☆ 〜Ultra Radio Connection〜DIG!!!!!!!!FUKUOKA - クワハラタクヤ、小雪（月曜）、 BUTCH、愛智望美（火曜）、 コンバット満、斉藤ふみ（水曜）、 TOGGY、上田理子(ばってん少女隊)（木曜） ▽14:55 IMP.のIMPickup（TOKYO FM） ▽15:55 （月・水・木）D U Know? （火）みんなで撲滅 飲酒運転 - 木原友香 | 12:30 ☆ 〜Ultra Radio Connection〜DIG!!!!!!!!FUKUOKA - クワハラタクヤ、小雪（月曜）、 BUTCH、愛智望美（火曜）、 コンバット満、斉藤ふみ（水曜）、 TOGGY、上田理子(ばってん少女隊)（木曜） ▽14:55 IMP.のIMPickup（TOKYO FM） ▽15:55 （月・水・木）D U Know? （火）みんなで撲滅 飲酒運転 - 木原友香 | 13:30 ☆ BUTCH COUNTDOWN RADIO - BUTCH・kaede ▽14:55 IMP.のIMPickup（TOKYO FM） |
| 14 | 00 | 12:30 ☆ 〜Ultra Radio Connection〜DIG!!!!!!!!FUKUOKA - クワハラタクヤ、小雪（月曜）、 BUTCH、愛智望美（火曜）、 コンバット満、斉藤ふみ（水曜）、 TOGGY、上田理子(ばってん少女隊)（木曜） ▽14:55 IMP.のIMPickup（TOKYO FM） ▽15:55 （月・水・木）D U Know? （火）みんなで撲滅 飲酒運転 - 木原友香 | 12:30 ☆ 〜Ultra Radio Connection〜DIG!!!!!!!!FUKUOKA - クワハラタクヤ、小雪（月曜）、 BUTCH、愛智望美（火曜）、 コンバット満、斉藤ふみ（水曜）、 TOGGY、上田理子(ばってん少女隊)（木曜） ▽14:55 IMP.のIMPickup（TOKYO FM） ▽15:55 （月・水・木）D U Know? （火）みんなで撲滅 飲酒運転 - 木原友香 | 12:30 ☆ 〜Ultra Radio Connection〜DIG!!!!!!!!FUKUOKA - クワハラタクヤ、小雪（月曜）、 BUTCH、愛智望美（火曜）、 コンバット満、斉藤ふみ（水曜）、 TOGGY、上田理子(ばってん少女隊)（木曜） ▽14:55 IMP.のIMPickup（TOKYO FM） ▽15:55 （月・水・木）D U Know? （火）みんなで撲滅 飲酒運転 - 木原友香 | 12:30 ☆ 〜Ultra Radio Connection〜DIG!!!!!!!!FUKUOKA - クワハラタクヤ、小雪（月曜）、 BUTCH、愛智望美（火曜）、 コンバット満、斉藤ふみ（水曜）、 TOGGY、上田理子(ばってん少女隊)（木曜） ▽14:55 IMP.のIMPickup（TOKYO FM） ▽15:55 （月・水・木）D U Know? （火）みんなで撲滅 飲酒運転 - 木原友香 | 13:30 ☆ BUTCH COUNTDOWN RADIO - BUTCH・kaede ▽14:55 IMP.のIMPickup（TOKYO FM） |
| 15 | 00 | 12:30 ☆ 〜Ultra Radio Connection〜DIG!!!!!!!!FUKUOKA - クワハラタクヤ、小雪（月曜）、 BUTCH、愛智望美（火曜）、 コンバット満、斉藤ふみ（水曜）、 TOGGY、上田理子(ばってん少女隊)（木曜） ▽14:55 IMP.のIMPickup（TOKYO FM） ▽15:55 （月・水・木）D U Know? （火）みんなで撲滅 飲酒運転 - 木原友香 | 12:30 ☆ 〜Ultra Radio Connection〜DIG!!!!!!!!FUKUOKA - クワハラタクヤ、小雪（月曜）、 BUTCH、愛智望美（火曜）、 コンバット満、斉藤ふみ（水曜）、 TOGGY、上田理子(ばってん少女隊)（木曜） ▽14:55 IMP.のIMPickup（TOKYO FM） ▽15:55 （月・水・木）D U Know? （火）みんなで撲滅 飲酒運転 - 木原友香 | 12:30 ☆ 〜Ultra Radio Connection〜DIG!!!!!!!!FUKUOKA - クワハラタクヤ、小雪（月曜）、 BUTCH、愛智望美（火曜）、 コンバット満、斉藤ふみ（水曜）、 TOGGY、上田理子(ばってん少女隊)（木曜） ▽14:55 IMP.のIMPickup（TOKYO FM） ▽15:55 （月・水・木）D U Know? （火）みんなで撲滅 飲酒運転 - 木原友香 | 12:30 ☆ 〜Ultra Radio Connection〜DIG!!!!!!!!FUKUOKA - クワハラタクヤ、小雪（月曜）、 BUTCH、愛智望美（火曜）、 コンバット満、斉藤ふみ（水曜）、 TOGGY、上田理子(ばってん少女隊)（木曜） ▽14:55 IMP.のIMPickup（TOKYO FM） ▽15:55 （月・水・木）D U Know? （火）みんなで撲滅 飲酒運転 - 木原友香 | 13:30 ☆ BUTCH COUNTDOWN RADIO - BUTCH・kaede ▽14:55 IMP.のIMPickup（TOKYO FM） |
| 16 | 00 | 12:30 ☆ 〜Ultra Radio Connection〜DIG!!!!!!!!FUKUOKA - クワハラタクヤ、小雪（月曜）、 BUTCH、愛智望美（火曜）、 コンバット満、斉藤ふみ（水曜）、 TOGGY、上田理子(ばってん少女隊)（木曜） ▽14:55 IMP.のIMPickup（TOKYO FM） ▽15:55 （月・水・木）D U Know? （火）みんなで撲滅 飲酒運転 - 木原友香 | 12:30 ☆ 〜Ultra Radio Connection〜DIG!!!!!!!!FUKUOKA - クワハラタクヤ、小雪（月曜）、 BUTCH、愛智望美（火曜）、 コンバット満、斉藤ふみ（水曜）、 TOGGY、上田理子(ばってん少女隊)（木曜） ▽14:55 IMP.のIMPickup（TOKYO FM） ▽15:55 （月・水・木）D U Know? （火）みんなで撲滅 飲酒運転 - 木原友香 | 12:30 ☆ 〜Ultra Radio Connection〜DIG!!!!!!!!FUKUOKA - クワハラタクヤ、小雪（月曜）、 BUTCH、愛智望美（火曜）、 コンバット満、斉藤ふみ（水曜）、 TOGGY、上田理子(ばってん少女隊)（木曜） ▽14:55 IMP.のIMPickup（TOKYO FM） ▽15:55 （月・水・木）D U Know? （火）みんなで撲滅 飲酒運転 - 木原友香 | 12:30 ☆ 〜Ultra Radio Connection〜DIG!!!!!!!!FUKUOKA - クワハラタクヤ、小雪（月曜）、 BUTCH、愛智望美（火曜）、 コンバット満、斉藤ふみ（水曜）、 TOGGY、上田理子(ばってん少女隊)（木曜） ▽14:55 IMP.のIMPickup（TOKYO FM） ▽15:55 （月・水・木）D U Know? （火）みんなで撲滅 飲酒運転 - 木原友香 | 13:30 ☆ BUTCH COUNTDOWN RADIO - BUTCH・kaede ▽14:55 IMP.のIMPickup（TOKYO FM） |
| 16 | 30 | 16:30 ※ Hyper Night Program GOW!! - 黒川修（月曜 - 木曜）、田代奈々（月曜・水曜）、 黒田りさ（火曜）、町田隼人（木曜） ▽17:50 SUZUKI No.1 Factory（TOKYO FM） | 16:30 ※ Hyper Night Program GOW!! - 黒川修（月曜 - 木曜）、田代奈々（月曜・水曜）、 黒田りさ（火曜）、町田隼人（木曜） ▽17:50 SUZUKI No.1 Factory（TOKYO FM） | 16:30 ※ Hyper Night Program GOW!! - 黒川修（月曜 - 木曜）、田代奈々（月曜・水曜）、 黒田りさ（火曜）、町田隼人（木曜） ▽17:50 SUZUKI No.1 Factory（TOKYO FM） | 16:30 ※ Hyper Night Program GOW!! - 黒川修（月曜 - 木曜）、田代奈々（月曜・水曜）、 黒田りさ（火曜）、町田隼人（木曜） ▽17:50 SUZUKI No.1 Factory（TOKYO FM） | 13:30 ☆ BUTCH COUNTDOWN RADIO - BUTCH・kaede ▽14:55 IMP.のIMPickup（TOKYO FM） |
| 17 | 00 | 16:30 ※ Hyper Night Program GOW!! - 黒川修（月曜 - 木曜）、田代奈々（月曜・水曜）、 黒田りさ（火曜）、町田隼人（木曜） ▽17:50 SUZUKI No.1 Factory（TOKYO FM） | 16:30 ※ Hyper Night Program GOW!! - 黒川修（月曜 - 木曜）、田代奈々（月曜・水曜）、 黒田りさ（火曜）、町田隼人（木曜） ▽17:50 SUZUKI No.1 Factory（TOKYO FM） | 16:30 ※ Hyper Night Program GOW!! - 黒川修（月曜 - 木曜）、田代奈々（月曜・水曜）、 黒田りさ（火曜）、町田隼人（木曜） ▽17:50 SUZUKI No.1 Factory（TOKYO FM） | 16:30 ※ Hyper Night Program GOW!! - 黒川修（月曜 - 木曜）、田代奈々（月曜・水曜）、 黒田りさ（火曜）、町田隼人（木曜） ▽17:50 SUZUKI No.1 Factory（TOKYO FM） | 13:30 ☆ BUTCH COUNTDOWN RADIO - BUTCH・kaede ▽14:55 IMP.のIMPickup（TOKYO FM） |
| 18 | 00 | 16:30 ※ Hyper Night Program GOW!! - 黒川修（月曜 - 木曜）、田代奈々（月曜・水曜）、 黒田りさ（火曜）、町田隼人（木曜） ▽17:50 SUZUKI No.1 Factory（TOKYO FM） | 16:30 ※ Hyper Night Program GOW!! - 黒川修（月曜 - 木曜）、田代奈々（月曜・水曜）、 黒田りさ（火曜）、町田隼人（木曜） ▽17:50 SUZUKI No.1 Factory（TOKYO FM） | 16:30 ※ Hyper Night Program GOW!! - 黒川修（月曜 - 木曜）、田代奈々（月曜・水曜）、 黒田りさ（火曜）、町田隼人（木曜） ▽17:50 SUZUKI No.1 Factory（TOKYO FM） | 16:30 ※ Hyper Night Program GOW!! - 黒川修（月曜 - 木曜）、田代奈々（月曜・水曜）、 黒田りさ（火曜）、町田隼人（木曜） ▽17:50 SUZUKI No.1 Factory（TOKYO FM） | 13:30 ☆ BUTCH COUNTDOWN RADIO - BUTCH・kaede ▽14:55 IMP.のIMPickup（TOKYO FM） |
| 18 | 55 | 16:30 ※ Hyper Night Program GOW!! - 黒川修（月曜 - 木曜）、田代奈々（月曜・水曜）、 黒田りさ（火曜）、町田隼人（木曜） ▽17:50 SUZUKI No.1 Factory（TOKYO FM） | 16:30 ※ Hyper Night Program GOW!! - 黒川修（月曜 - 木曜）、田代奈々（月曜・水曜）、 黒田りさ（火曜）、町田隼人（木曜） ▽17:50 SUZUKI No.1 Factory（TOKYO FM） | 16:30 ※ Hyper Night Program GOW!! - 黒川修（月曜 - 木曜）、田代奈々（月曜・水曜）、 黒田りさ（火曜）、町田隼人（木曜） ▽17:50 SUZUKI No.1 Factory（TOKYO FM） | 16:30 ※ Hyper Night Program GOW!! - 黒川修（月曜 - 木曜）、田代奈々（月曜・水曜）、 黒田りさ（火曜）、町田隼人（木曜） ▽17:50 SUZUKI No.1 Factory（TOKYO FM） | 18:55 ニュース |
| 19 | 00 | 16:30 ※ Hyper Night Program GOW!! - 黒川修（月曜 - 木曜）、田代奈々（月曜・水曜）、 黒田りさ（火曜）、町田隼人（木曜） ▽17:50 SUZUKI No.1 Factory（TOKYO FM） | 16:30 ※ Hyper Night Program GOW!! - 黒川修（月曜 - 木曜）、田代奈々（月曜・水曜）、 黒田りさ（火曜）、町田隼人（木曜） ▽17:50 SUZUKI No.1 Factory（TOKYO FM） | 16:30 ※ Hyper Night Program GOW!! - 黒川修（月曜 - 木曜）、田代奈々（月曜・水曜）、 黒田りさ（火曜）、町田隼人（木曜） ▽17:50 SUZUKI No.1 Factory（TOKYO FM） | 16:30 ※ Hyper Night Program GOW!! - 黒川修（月曜 - 木曜）、田代奈々（月曜・水曜）、 黒田りさ（火曜）、町田隼人（木曜） ▽17:50 SUZUKI No.1 Factory（TOKYO FM） | 19:00 ※ ハカタカランキン! - ジェフ太郎・小雪 |
| 19 | 55 | 16:30 ※ Hyper Night Program GOW!! - 黒川修（月曜 - 木曜）、田代奈々（月曜・水曜）、 黒田りさ（火曜）、町田隼人（木曜） ▽17:50 SUZUKI No.1 Factory（TOKYO FM） | 16:30 ※ Hyper Night Program GOW!! - 黒川修（月曜 - 木曜）、田代奈々（月曜・水曜）、 黒田りさ（火曜）、町田隼人（木曜） ▽17:50 SUZUKI No.1 Factory（TOKYO FM） | 16:30 ※ Hyper Night Program GOW!! - 黒川修（月曜 - 木曜）、田代奈々（月曜・水曜）、 黒田りさ（火曜）、町田隼人（木曜） ▽17:50 SUZUKI No.1 Factory（TOKYO FM） | 16:30 ※ Hyper Night Program GOW!! - 黒川修（月曜 - 木曜）、田代奈々（月曜・水曜）、 黒田りさ（火曜）、町田隼人（木曜） ▽17:50 SUZUKI No.1 Factory（TOKYO FM） | 19:55 WEATHER REPORT |
| 20 | 00 | 16:30 ※ Hyper Night Program GOW!! - 黒川修（月曜 - 木曜）、田代奈々（月曜・水曜）、 黒田りさ（火曜）、町田隼人（木曜） ▽17:50 SUZUKI No.1 Factory（TOKYO FM） | 16:30 ※ Hyper Night Program GOW!! - 黒川修（月曜 - 木曜）、田代奈々（月曜・水曜）、 黒田りさ（火曜）、町田隼人（木曜） ▽17:50 SUZUKI No.1 Factory（TOKYO FM） | 16:30 ※ Hyper Night Program GOW!! - 黒川修（月曜 - 木曜）、田代奈々（月曜・水曜）、 黒田りさ（火曜）、町田隼人（木曜） ▽17:50 SUZUKI No.1 Factory（TOKYO FM） | 16:30 ※ Hyper Night Program GOW!! - 黒川修（月曜 - 木曜）、田代奈々（月曜・水曜）、 黒田りさ（火曜）、町田隼人（木曜） ▽17:50 SUZUKI No.1 Factory（TOKYO FM） | 20:00 福岡よしもと新人育成バラエティ プポッ! カイキンショウ - ショウきん、とらんじっと（あらた・原直輝） |
| 20 | 25 | 20:25 POWER PLAY | 20:25 POWER PLAY | 20:25 POWER PLAY | 20:25 POWER PLAY | 20:00 福岡よしもと新人育成バラエティ プポッ! カイキンショウ - ショウきん、とらんじっと（あらた・原直輝） |
| 20 | 30 | 20:30 SQUAIR | 20:30 SQUAIR | 20:30 SQUAIR | 20:30 SQUAIR | 20:00 福岡よしもと新人育成バラエティ プポッ! カイキンショウ - ショウきん、とらんじっと（あらた・原直輝） |
| 20 | 30 | Neo notes, - 荒川みどり＆梅田あんり | あにぺろ - 愛智望美 | ナカニワスタジオ - 愛智望美・梅田あんり | CHARGE - 坂口カンナ・ムサシ(ザ・ローリングモンキー) | 20:00 福岡よしもと新人育成バラエティ プポッ! カイキンショウ - ショウきん、とらんじっと（あらた・原直輝） |
| 20 | 55 | Neo notes, - 荒川みどり＆梅田あんり | あにぺろ - 愛智望美 | ナカニワスタジオ - 愛智望美・梅田あんり | CHARGE - 坂口カンナ・ムサシ(ザ・ローリングモンキー) | 20:55 D U Know? |
| 21 | 00 | Neo notes, - 荒川みどり＆梅田あんり | あにぺろ - 愛智望美 | ナカニワスタジオ - 愛智望美・梅田あんり | CHARGE - 坂口カンナ・ムサシ(ザ・ローリングモンキー) | 21:00 現場市場 presents 夜はモーレツ!! - 米岡誠一・児玉育則 |
| 21 | 55 | 21:55 Check This Out! | 21:55 Check This Out! | 21:55 Check This Out! | 21:55 Check This Out! | 21:55 ブランニューインフォメーション |
| 22 | 00 | 22:00 SCHOOL OF LOCK!（TOKYO FM） ▽22:55 Check This Out! | 22:00 SCHOOL OF LOCK!（TOKYO FM） ▽22:55 Check This Out! | 22:00 SCHOOL OF LOCK!（TOKYO FM） ▽22:55 Check This Out! | 22:00 SCHOOL OF LOCK!（TOKYO FM） ▽22:55 Check This Out! | 22:00 SCHOOL OF LOCK! FRIDAY（TOKYO FM） ▽22:00 学校運営戦略会議 |
| 22 | 55 | 22:00 SCHOOL OF LOCK!（TOKYO FM） ▽22:55 Check This Out! | 22:00 SCHOOL OF LOCK!（TOKYO FM） ▽22:55 Check This Out! | 22:00 SCHOOL OF LOCK!（TOKYO FM） ▽22:55 Check This Out! | 22:00 SCHOOL OF LOCK!（TOKYO FM） ▽22:55 Check This Out! | 22:55 Check This Out! |
| 23 | 00 | 22:00 SCHOOL OF LOCK!（TOKYO FM） ▽22:55 Check This Out! | 22:00 SCHOOL OF LOCK!（TOKYO FM） ▽22:55 Check This Out! | 22:00 SCHOOL OF LOCK!（TOKYO FM） ▽22:55 Check This Out! | 22:00 SCHOOL OF LOCK!（TOKYO FM） ▽22:55 Check This Out! | 23:00 もにゅそで 知らんけどアッパー（TOKYO FM） |
| 23 | 55 | 23:55 KEY⑩Every Day | 23:55 KEY⑩Every Day | 23:55 KEY⑩Every Day | 23:55 KEY⑩Every Day | 23:55 KEY⑩Every Day |
| 0  | 00 | 0:00 JET STREAM（TOKYO FM） | 0:00 JET STREAM（TOKYO FM） | 0:00 JET STREAM（TOKYO FM） | 0:00 JET STREAM（TOKYO FM） | 0:00 JET STREAM（TOKYO FM） |
| 0  | 55 | 0:55 Check This Out! | 0:55 Check This Out! | 0:55 Check This Out! | 0:55 Check This Out! | 0:55 Check This Out! |
| 1  | 00 | 1:00 SPITZ 草野マサムネのロック大陸漫遊記（TOKYO FM） | 1:00 TOGGY アルバム ライブラリ - TOGGY | 1:00 宮原颯と小川紘輔の、まだ起きとーばい - 宮原颯(irienchy)、小川紘輔(LEEVELLES) | 1:00 HKT48の｢フカシてんじゃねぇよー」 - HKT48 | 1:00 FM名曲コレクション |
| 1  | 30 | 1:00 SPITZ 草野マサムネのロック大陸漫遊記（TOKYO FM） | 1:00 TOGGY アルバム ライブラリ - TOGGY | 1:30 FM SELECTION | 1:30 FM SELECTION | 1:00 FM名曲コレクション |
| 1  | 55 | 1:55 Check This Out! | 1:55 Check This Out! | 1:55 Check This Out! | 1:55 Check This Out! | 1:55 Check This Out! |
| 2  | 00 | 2:00 FM名曲コレクション | 2:00 The Penthouse | 2:00 Room “H” | 2:00 ラジオ宣伝社 - あだちひでや | 2:00 FM名曲コレクションエースとルークの魔界接近遭遇 リターンズ(最終週のみ) |
| 2  | 55 | 2:55 POWER PLAY | 2:55 POWER PLAY | 2:55 POWER PLAY | 2:55 POWER PLAY | 2:55 POWER PLAY |
| 3  | 00 | 3:00 FM名曲コレクション | 3:00 FM名曲コレクション | 3:00 FM名曲コレクション | 3:00 FM名曲コレクション | 3:00 FM名曲コレクション |
| 3  | 55 | 3:55 D U Know? | 3:55 D U Know? | 3:55 D U Know? | 3:55 D U Know? | 3:55 D U Know? |
| 4  | 00 | 4:00 FM名曲コレクション | 4:00 FM名曲コレクション | 4:00 FM名曲コレクション | 4:00 FM名曲コレクション | 4:00 FM名曲コレクション |
| 4  | 55 | 4:55 POWER PLAY | 4:55 POWER PLAY | 4:55 POWER PLAY | 4:55 POWER PLAY | 4:55 POWER PLAY |

### 休日
| 時 | 分 | 土曜                                                                            | 日曜                                                                                   |
| -- | -- | ------------------------------------------------------------------------------- | -------------------------------------------------------------------------------------- |
| 5  | 00 | 5:00 TOGGY アルバム ライブラリ（再放送）                                        | 5:00 FM名曲コレクション                                                                |
| 5  | 55 | 5:55 D U Know?〜AVISPA MOVEMENT〜                                               | 5:55 D U know?番組審議会から（最終週のみ）                                             |
| 6  | 00 | 6:00 FM名曲コレクション                                                         | 6:00 FM SELECTION                                                                      |
| 6  | 25 | 6:00 FM名曲コレクション                                                         | 6:25 Check This Out!                                                                   |
| 6  | 30 | 6:00 FM名曲コレクション                                                         | 6:30 杉浦太陽・村上佳菜子 日曜まなびより（TOKYO FM）                                   |
| 6  | 55 | 6:55 POWER PLAY                                                                 | 6:55 D U Know?                                                                         |
| 7  | 00 | 7:00 FM SELECTION                                                               | 7:00 名曲classsics - こはまもとこ                                                      |
| 7  | 25 | 7:25 D U Know?                                                                  | 7:00 名曲classsics - こはまもとこ                                                      |
| 7  | 30 | 7:30 ☆Weekend more radio!!～OH! HEY! YO!～オー・ヘイ・ヨー～ - 松相遼、植村友紀 | 7:00 名曲classsics - こはまもとこ                                                      |
| 7  | 55 | 7:30 ☆Weekend more radio!!～OH! HEY! YO!～オー・ヘイ・ヨー～ - 松相遼、植村友紀 | 7:55 ニュース                                                                          |
| 8  | 00 | 7:30 ☆Weekend more radio!!～OH! HEY! YO!～オー・ヘイ・ヨー～ - 松相遼、植村友紀 | 8:00 みどりとカト淳の「さんもんのとくーーっっ!!」 - 荒川みどり、加藤淳也               |
| 8  | 55 | 7:30 ☆Weekend more radio!!～OH! HEY! YO!～オー・ヘイ・ヨー～ - 松相遼、植村友紀 | 8:55 POWER PLAY                                                                        |
| 9  | 00 | 7:30 ☆Weekend more radio!!～OH! HEY! YO!～オー・ヘイ・ヨー～ - 松相遼、植村友紀 | 9:00 FM SELECTION                                                                      |
| 9  | 25 | 7:30 ☆Weekend more radio!!～OH! HEY! YO!～オー・ヘイ・ヨー～ - 松相遼、植村友紀 | 9:25 D U Know?                                                                         |
| 9  | 30 | 7:30 ☆Weekend more radio!!～OH! HEY! YO!～オー・ヘイ・ヨー～ - 松相遼、植村友紀 | 9:30 ボイスクラブ - 米岡誠一、鬼橋美智子                                               |
| 9  | 55 | 9:55 交通情報                                                                   | 9:55 交通情報                                                                          |
| 10 | 00 | 10:00 SPORTS BEAT supported by TOYOTA（TOKYO FM）                               | 10:00 ASKA Terminal Melody（TOKYO FM）                                                 |
| 10 | 30 | 10:00 SPORTS BEAT supported by TOYOTA（TOKYO FM）                               | 10:30 YKK AP presents 皆藤愛子の窓café〜窓辺でcafé time〜（TOKYO FM）                  |
| 10 | 50 | 10:50 コスモ アースコンシャス アクト 未来へのメッセージ（TOKYO FM）             | 10:30 YKK AP presents 皆藤愛子の窓café〜窓辺でcafé time〜（TOKYO FM）                  |
| 10 | 55 | 10:55 D U Know?                                                                 | 10:55 三井倉庫グループpresents 未来に｢つなぐ｣物語（TOKYO FM）                          |
| 11 | 00 | 11:00 POWER PLAY LIBRARY                                                        | 11:00 chay oggi otto music shampoo（FM大阪）                                           |
| 11 | 30 | 11:30 おもろい家族 総集編                                                       | 11:30 木村拓哉 FLOW Supported by GYAO!（TOKYO FM）                                     |
| 11 | 55 | 11:30 おもろい家族 総集編                                                       | 11:55 JFNニュース（JFNC）                                                              |
| 12 | 00 | 11:30 おもろい家族 総集編                                                       | 12:00 津田健次郎 SPEA／KING（TOKYO FM）                                                |
| 12 | 30 | 12:30 FM SELECTION                                                              | 12:30 CHINTAI presents きゃりーぱみゅぱみゅ Chapter＃0〜Touch Your Heart〜（TOKYO FM） |
| 12 | 55 | 12:55 一建設 presents おうちのはなし（TOKYO FM）                                | 12:55 D U Know?                                                                        |
| 13 | 00 | 13:00 JA全農 COUNTDOWN JAPAN（TOKYO FM）                                        | 13:00 いいこと、聴いた（TOKYO FM）                                                     |
| 13 | 53 | 13:53 KUMON 全国の大学生 笑顔100点満点リレー（TOKYO FM）                        | 13:00 いいこと、聴いた（TOKYO FM）                                                     |
| 13 | 55 | 13:55 JA共済 にほんのたから ちいきのきずな（TOKYO FM）                          | 13:55 D U Know?                                                                        |
| 14 | 00 | 14:00 福山雅治 福のラジオ（TOKYO FM）                                           | 14:00 山下達郎の楽天カード サンデー・ソングブック（TOKYO FM）                          |
| 14 | 55 | 14:55 あなたへの手紙 - 香月千鶴（創価学会提供）                                 | 14:55 JFNニュース（JFNC）                                                              |
| 15 | 00 | 15:00 おと、をかし（TOKYO FM）                                                  | 15:00 日本郵便 SUNDAY'S POST（TOKYO FM）                                               |
| 15 | 25 | 15:25 日本住宅ローン GO!GO!家族（TOKYO FM）                                     | 15:00 日本郵便 SUNDAY'S POST（TOKYO FM）                                               |
| 15 | 30 | 15:30 広瀬すずの「よはくじかん」（TOKYO FM）                                    | 15:00 日本郵便 SUNDAY'S POST（TOKYO FM）                                               |
| 15 | 50 | 15:30 広瀬すずの「よはくじかん」（TOKYO FM）                                    | 15:50 ルートインホテルズ presents とっておきここだけの旅 ～ここ旅～（TOKYO FM）        |
| 15 | 55 | 15:55 D U Know?                                                                 | 15:55 D U Know?                                                                        |
| 16 | 00 | 16:00 リリー・フランキー「スナック ラジオ」（TOKYO FM）                         | 16:00 ももいろクローバーZのSUZUKIハッピー･クローバー!TOP10（TOKYO FM）                 |
| 16 | 55 | 16:55 JFNニュース（JFNC）                                                       | 16:55 POWER PLAY                                                                       |
| 17 | 00 | 17:00 川島明 そもそもの話（TOKYO FM）                                           | 17:00 NISSAN あ、安部礼司〜BEYOND THE AVERAGE（TOKYO FM）                              |
| 17 | 55 | 17:55 JFNニュース（JFNC）                                                       | 17:55 D U Know?                                                                        |
| 18 | 00 | 18:00 ◆ 霧島酒造 匠の蔵 HISTORY OF MEISTER - 俵万智、花村勇作、成瀬薫           | 18:00 ピザクック presents 悠未先生のロングホームルーム - 高木悠未＜LinQ＞              |
| 18 | 15 | 18:15 ひぐちグループプレゼンツ#ラジドラ50 シーズン4                             | 18:00 ピザクック presents 悠未先生のロングホームルーム - 高木悠未＜LinQ＞              |
| 18 | 30 | 18:30 BUTCH MUSIC SELECTION - BUTCH                                             | 18:30 TREASURE TIMES - 西川さとり                                                      |
| 18 | 55 | 18:55 D U Know?                                                                 | 18:55 POWER PLAY                                                                       |
| 19 | 00 | 19:00 Rainy｡のChoco Chat CAFE - Rainy｡                                          | 19:00 SUNDAY SPECIAL 村上RADIO（TOKYO FM）※最終週                                      |
| 19 | 25 | 19:25 POWER PLAY                                                                | 19:00 SUNDAY SPECIAL 村上RADIO（TOKYO FM）※最終週                                      |
| 19 | 30 | 19:30 Re-folk - こはまもとこ                                                    | 19:00 SUNDAY SPECIAL 村上RADIO（TOKYO FM）※最終週                                      |
| 19 | 55 | 19:55 D U Know?                                                                 | 19:00 SUNDAY SPECIAL 村上RADIO（TOKYO FM）※最終週                                      |
| 20 | 00 | 20:00 Saturday Sonic Style - 愛智望美                                           | 20:00 FM名曲コレクション                                                               |
| 20 | 30 | 20:30 FM SELECTION                                                              | 20:00 FM名曲コレクション                                                               |
| 20 | 55 | 20:55 JFNニュース（JFNC）                                                       | 20:55 JFNニュース（JFNC）                                                              |
| 21 | 00 | 21:00 MUSIC PLANET presents RADIO★PLANET - kaede                                | 21:00 ベスト電器 Presents Best Music・Best Sports!! - 西川さとり                       |
| 21 | 30 | 21:30 カムカム FM FUKUOKA - 萬石洋文                                            | 21:00 ベスト電器 Presents Best Music・Best Sports!! - 西川さとり                       |
| 21 | 55 | 21:30 カムカム FM FUKUOKA - 萬石洋文                                            | 21:55 Check This Out!                                                                  |
| 22 | 00 | 22:00 ドリームハート（TOKYO FM）                                                | 22:00 川後と夜中 - 川後陽菜（Youplus）                                                 |
| 22 | 30 | 22:30 SEKAI NO OWARI ”The House”（TOKYO FM）                                    | 22:30 FM SELECTION                                                                     |
| 22 | 55 | 22:55 風の音 - 愛智望美                                                         | 22:55 JFNニュース（JFNC）                                                              |
| 23 | 00 | 23:00 桑田佳祐のやさしい夜遊び（TOKYO FM）                                      | 23:00 鈴木敏夫のジブリ汗まみれ（TOKYO FM）                                             |
| 23 | 30 | 23:00 桑田佳祐のやさしい夜遊び（TOKYO FM）                                      | 23:30 The Classic（TOKYO FM）                                                          |
| 23 | 55 | 23:55 KEY⑩Every Day                                                             | 23:55 KEY⑩Every Day                                                                    |
| 0  | 00 | 0:00 Chageの音道（JFNC）                                                        | （0:00 - 5:00 放送休止）                                                               |
| 0  | 55 | 0:55 Check This Out!                                                            | （0:00 - 5:00 放送休止）                                                               |
| 1  | 00 | 1:00 FM SELECTION                                                               | （0:00 - 5:00 放送休止）                                                               |
| 1  | 25 | 1:25 D U Know?                                                                  | （0:00 - 5:00 放送休止）                                                               |
| 1  | 30 | 1:30 FM SELECTION                                                               | （0:00 - 5:00 放送休止）                                                               |
| 1  | 55 | 1:55 Check This Out!                                                            | （0:00 - 5:00 放送休止）                                                               |
| 2  | 00 | 2:00 Curated Hour ～FRIENDSHIP.RADIO - 金子厚武・MISATO・YUTO（The fin.）       | （0:00 - 5:00 放送休止）                                                               |
| 2  | 55 | 2:55 POWER PLAY                                                                 | （0:00 - 5:00 放送休止）                                                               |
| 3  | 00 | 3:00 FM名曲コレクション                                                         | （0:00 - 5:00 放送休止）                                                               |
| 3  | 55 | 3:55 D U Know?                                                                  | （0:00 - 5:00 放送休止）                                                               |
| 4  | 00 | 4:00 FM名曲コレクション                                                         | （0:00 - 5:00 放送休止）                                                               |
| 4  | 55 | 4:55 POWER PLAY                                                                 | （0:00 - 5:00 放送休止）                                                               |

### ラジオショッピング
- トクセン!FMラジオショッピング（平日ワイド枠内） - 甲斐祐子・清水千晴（ショッピングキャスター。隔週交替で担当）、各ワイド番組担当者（日本直販提供）

### フィラー番組
このシリーズは1アーティストしばり、1アルバム縛りを25分、ないしは55分放送する。なお、DJ進行の番組は上記参照。
- FM名曲コレクション（最大55分間） - 金子智範、萬石洋文、縄田和彦、愛智望美、西川さとり
- FM SELECTION

このほか、レギュラー番組の編成が変わって空き時間ができた時や、『ラジ★ゴン』『ブチカン』が休止となり『よりぬき』が放送できないときの代替で、以下のショートプログラムと合わせて放送される。
これらのフィラー番組の原盤は2009年4月に開始した金子智範による『大人の名盤コレクション』で、当時は月〜土の27時以降や日曜早朝などに放送された。10月からは『FMアルバムコレクション』に改題された。2010年4月に『やまだひさしのラジアンリミテッドF』が始まったことで平日深夜の放送時間が拡大した。2011年4月からは派生版の『FM MUSIC SELECTION』やBUTCHが担当する『BUTCH MUSIC SELECTION』・DJ EIJIが担当する『EIJI MUSIC SELECTION』が始まった。2017年5月、『FMアルバムコレクション』は『FM名曲コレクション』に、『FM MUSIC SELECTION』は『FM SELECTION』に改題している。
なお、このフィラー番組の枠を利用して適宜単発特番を編成することもある。また、『FM名曲コレクション』は2025年6月よりエフエム佐賀（FMS）でも放送されている。

### ショートプログラム
いずれも5分間。FM FUKUOKAのヘヴィー・ローテーションソングや局主催のイベントを紹介する。
- Check This Out! - 萬石洋文
- POWER PLAY - 西川さとり
- D U Know?（土曜 6:55のみ「D U Know?〜AVISPA MOVEMENT〜」） - 萬石洋文
- ブランニューインフォメーション（金曜 21:55 - 22:00） - 愛智望美

### 放送休止中
- 福岡×（日曜 1:30 - 1:55、土曜深夜） - 椎葉ユウ（キヨトク提供）

### JFN系列・他系列からのネット番組
JFNのAライン番組及びJFN38局フルネットの番組は除く。
JFNC制作
同局でのネット番組は2024年4月現在1つのみである。
- Chageの音道（日曜 0:00 - 0:55、土曜深夜）

Chageは北九州市出身、のちデビューまで福岡市在住の地縁でネットしている。当局のみ、やまやコミュニケーションズがスポンサーについているが、同社の社長がゲスト出演したり、全国向けのプレゼント品を提供するなど、番組そのものとはネット他局との関係にこだわらず密接な関係を築いている。

## 過去に放送されていた番組
☆は2024年7月時点で時間移動・タイトル変更などを行って放送中のもの。
平日明け方
- モーニング・スクエア（5:00 - 6:30）
- ☆朝の挨拶（オープニング、5:55 - 6:00）

平日朝
- FM・コンサート・クラシックス（6:00 - 7:00）
- モーニング・コンサート（6:00 - 7:00）
- FMモーニングコール（6:00 - 7:00 → 5:00 - 5:55）
- BEAT MORNING DO! HUMMING!!（6:10 - 7:30）
- 魅惑のムード・ミュージック（7:00 - 7:30）
- おはよう朝のメロディーです（7:00 - 7:20）
- ゴールデン・ホーム・ミュージック（7:30 - 8:00）
- ムーン・イン・ファンタジー（7:30 - 8:00）
- ステレオで歌謡曲を（8:00 - 8:30）
- メロディーの散歩道（8:00 - 8:30）
- 朝のバック・ミラー（8:30 - 9:00）
- ミュージック・サロン（8:30 - 9:00）
- FMフレッシュモーニング（7:00 - 8:55）
- FM FRONT LINE（6:45 - 8:50）
- BEAT MORNING GAMBO（7:30 - 9:00）
- 椎葉ユウmorninGroovy（1999年4月 - 2001年3月、6:15 - 8:00・2001年4月 - 2006年3月、6:05 - 8:00）
- STAND UP! MORNING スタモニ（2006年4月3日 - 2013年3月、月曜 - 木曜 6:00 - 8:00） - 西川さとり

平日昼前
- イージー・リスニング・アワー（9:00 - 9:30）
- FMニュースダイヤル（1975年3月 - 、9:00 - 9:55）
- 奥さまサロン（9:00 - 9:55）
- おもしろモーニングマーチ（1983年10月 - 1992年3月、9:00 - 11:00）
- ミュージック・フレグランス（11:30 - 12:00）
- ☆NTTミュージック・サロン（11:30 - 12:00、金曜の週1回放送に短縮し継続）
- ふくや presents 福岡おもしろヒストリー（ - 2024年3月?、月・水・金曜 11:55 - 12:00） - 甲斐祐子

平日昼過ぎ
- FMランチタイム（12:00 - 13:00）
- みち代と昼の仲間たち
- でんでんミュージック・サロン（12:00 - 12:30）
- ファミリー・メモリー（12:30 - 13:00）
- GAYA TENJIN SCRAMBLE（12:00 - 12:50）
- にしぎん DAYTIME JUNCTION（12:00 - 12:30）
- BEAT 9TO5 BINGO! No.5（月曜 - 木曜 12:30 - 17:00）
- SUPER RADIO MONSTER ラジ★ゴン（1998年4月 - 2020年3月、月曜 - 木曜 12:30 - 16:30） - BUTCH・小雪（月曜）、岡本ヒロミツ・斉藤ふみ（火曜）、バンカヨコ・ちん。（水曜）、TOGGY・山田優子（木曜）
- これぞスタンダード（14:30 - 15:00）
- FMティータイム（15:00 - 16:30）
- FMアフタヌーンエコー（14:00 - 17:00）
- ミュージックインカプセル（13:30 - 14:55）
- ドンといっこのおしゃべりリクエスト（13:30 - 16:00）
- 午後のおしゃべりリクエスト（13:30 - 14:50）
- ベーとマユミのくつろぎ3時（15:00 - 17:30）
- べーとまゆみのくつろぎ広場
- ミュージック・エピキュラス（15:00 - 16:50）
- きらめきUp・date（14:00 - 16:25）

平日夕方
- 真知子です リクエストをどうぞ!（17:30 - 18:00）
- 共感!同感!わんだぁらんど（17:30 - 18:30）
- SUPER Radio CRASH（月曜 - 木曜 17:30 - 19:00）
- BEAT JUNGLE（月曜 - 木曜 17:00 - 20:00）
- SMASH WAVE（1998年 - 2009年、月曜 - 木曜 16:00 - 18:30） - EIJI

平日夜
- FMバラエティ（FM AICHIとの2局ネット。開局期から続いていたトーク番組）
- BOOM UP! Fukuoka（2001年 - 2006年3月30日、月曜 - 木曜 18:30 - 20:00、 ）
- Ging Ging Sparkling（2006年4月3日 - 2009年9月30日、月曜 - 木曜 18:30 - 20:55） - 甲斐田貴之・コガ☆アキ（月・火）、椎葉ユウ・田代奈々（水・木）

- RED ZONE∞RADIO（ - 2008年9月30日）
- 喜多屋♪フォーク蔵開き（月曜 - 水曜 20:55 - 21:00） - 岡部はち郎
- 天神女子高3年A組（月曜 - 木曜 22:55 - 23:00、『SCHOOL OF LOCK!』内で毎年7月 - 12月まで放送） - 斉藤ふみ
- HKT48 渡辺通り1丁目FMまどか 〜まどかのまどから〜（2013年4月1日 - 2021年5月27日）
- うきうきインフォメーション（金曜 20:55 - 21:00） - 香月千鶴

平日深夜
- カプセルメイト

金曜日
- アライアンス presents マンション大改造 そこまでやって委員会（2009年12月5日 - 2021年9月24日、金曜 12:00 - 12:30） - 斉藤ふみ・謎のアジア人（株式会社アライアンス提供）
- FM FUKUOKA Hit 50（17:00 - 20:00）
- Coca-Cola Station〜Groove&Vibes〜（金曜 20:00 - 20:55、FM Nagasaki、FMSにネット） - KAI
- 音Maniacs（金曜 21:00 - 21:30） - Full Of Harmony
- 夜ふかし天国 金曜深夜は時の万華鏡（27:00 - 29:00）
- ちんさや（2008年4月4日 - 2009年3月27日、27:00 - 29:00）

土曜日午前
- 岡部はち郎のSo!So!（土曜 5:00 - 6:00）
- SATURDAY MORNING EYE（ - 2009年9月26日、6:00 - 8:30）
- STAND UP! MORNING -スタモニ・ウィークエンドエディション-（金曜 6:00 - 8:00、土曜 7:00 - 8:30） - 香月千鶴
- FM福岡 ポピュラー・ヒット・パレード
- Weekend Jam Return（土曜 7:00 - 7:55）
- ナカジーの税金なんでも相談（土曜 9:25 - 9:30） - 中島浩二（九州北部税理士会提供）
- 茶のくに 八女は楽しい（土曜 9:30 - 9:50） - 木原友香
- ユア・スクリーン・ミュージック（1970年7月4日 - 2009年3月28日、FM山口を除くすべてのFMQリーグ各局にネット）
- 本郷美術骨董館 presents おもろい鑑定団（土曜 11:50 - 12:00） - 中島浩二

土曜日午後
- FMサタデーランチタイム（12:00 - 12:55）
- Bメンズ・ブギ!（2012年5月 - 2013年3月、土曜 12:00 - 12:55） - 第一期（ヤマドゥ、kaede）第二期（ちん、バンカヨコ）
- SOUND PUREDIO presents Driving tones with TOGGY（土曜 12:30 - 12:55） - TOGGY
  - FMYにもネット。* サワライズ サプライズ （土曜 12:55 - 13:00）（サワライズ提供）
- 山本華世のサタデー・スパイシー・ナイト（土曜 18:00 - 18:55） - 山本華世
- Fukuoka Radio Magazine（土曜 18:00 - 18:30） - 黒川修（IICHIKO提供）
- 西日本シティ銀行リラクゼーションカフェ（土曜 18:30 - 18:55） - Tomomi
- FM FUKUOKA 50thAnniv. くまP～ザ・プロデュース（2020年4月 - 2021年1月2日、土曜 18:30 - 18:55） - くまP～（熊野菊男プロデューサー）
- FM土曜バラエティ（19:00 - 20:00）
- ◆匠の蔵 - 創る人、聞く人、発する人 -（土曜 19:00 - 19:15） - 俵万智・花村勇作・成瀬薫（霧島酒造提供）
- おいしい話 うれしい時（土曜 21:00 - 21:30） - 黒川修
- ちんさや リターンズ（2010年8月 - 2012年3月、土曜 25:00 - 25:30）
- イマメカ（土曜 25:00 - 25:30） - ちん&原田和恵

日曜日午前
- DJ EIJI アルバムコレクション（日曜 5:00 - 5:55） - DJ EIJI
  - 月曜 21:00 - 21:55、火曜 25:00 - 25:55に再放送
- 平田ナーセリー"花日和"（日曜 7:40 - 8:00） - 山口玲香
- べーちゃんのおとな倶楽部（日曜 8:00 - 8:55） - たけうちいづる
- 斉藤ふみのPietro Buona Vita（2003年4月 - 2009年3月、日曜 9:00 - 9:55）

日曜日午後
- 杏子のANTENNA CAFE（2002年 - 2014年9月、日曜 18:00 - 18:30） - 杏子、西川さとり
- ぐるっとまあるいLinQの「わ」（2015年4月 - 2017年8月、日曜 18:00 - 18:30） - 天野なつ、髙木悠未（LinQ）
- 悠未と彩乃のLinQuestion?!（2017年9月 - 2018年3月、日曜 18:00 - 18:30） - 髙木悠未、山木彩乃（LinQ）
- 悠未とさくらのLinQuestion?!（2018年4月 - 2020年3月、日曜 18:00 - 18:30） - 髙木悠未、新木さくら（LinQ）
- ベスト電器 Presents BEST MUSIC FOR GENERATIONS（2017年6月 - 2020年3月、日曜 21:00 - 21:55） - 斉藤ふみ
- 西日本シティ銀行 宇佐元恭一ラヂオ少年（2010年10月 - 2015年6月、日曜 22:00 - 22:30）
- 森山達也のROCK'N'ROLL DIVE （日曜 22:30 - 22:55）
- JAZZ UP FUKUOKA with university（2019年4月 - 2021年3月、日曜 22:00 - 22:30） - 愛智望美

その他
- FMレーダー
- J-HITS SHOWCASE
- ランチ・タイムはポップン・たうん
- 素敵にアフタヌーン
- CDサウンド・スペース
- FM Radio Magazine
- ROCKIN' M
- KO・BA・RA
- CLIP CLYMERZの9 states connection
- Music Box
- ラブトロニックDX
- 九時男
- Perfect Night!
- アルガレイの福たまご
- ピーチな夜
- SEASONING
- LIFE QUARITY（1980年 - 2000年。平日 21:55 - 22:00。天神地下街一社提供で、テーマ曲をBGMにしていた）
- 音屋より子（2005年1月3日 - 2005年6月27日、AIR-G'にネット）
- My Sweet Wedding
- ラジ男
- 大野尚のPower Generation
- YUIのGirl's Fight
- HIGH and MIGHTY COLOR傲慢屋台
- 川嶋あい In my room
- 天神ラジオパラダイス（2005年11月3日、在福ラジオ4局同時）
- tryact Boot Camp
- 歩の鼓動〜其ノ弐〜
- 米岡・椎葉のビジュアルランチ
- THEイナズマ戦隊上中丈弥のワイシャツ・ロックンロール（fm nagasaki、FMKにもネット）
- SHIMAMURA MUSIC PRESENTS オンガクらぶ（FMK、JOY FM、μFMにもネット）
- 松千 RADIO SWITCH（fm nagasaki制作、FMKにもネット）
- 湘南探偵団のSlow Jammer☆（fm nagasakiにもネット）
- MUSI-CAN
- Asian Sunrise
- ラジオ・おしゃberry
- 広瀬香美 ドキドキ フライデーナイト
- DJミッキーのBEAT JUNGLE
- ふくろう1800秒道場（FM AICHI、FM沖縄との3局ネット）
- kaedeのLANDMARK21
- KING OF SUNDAY〜日曜日の王様〜
- SHOWER 5:00 PUNCH!!! ごじぱん
- Love Love Weekend
- NOEVIRSunny!Sunny!Smile
- ONE☆DRAFTのドラフト会議
- オダ・コレ2008〜小田和正コレクション〜
- sake talk
- KIWA MONO
- U-DOU & PLATYのLINK UP!
- FM☆フジイ
- 平山ヨシツグのOh!What a Night!〜オーワラナイト!〜
- M'S BAR 〜音楽を愉しむ大人達〜
- ジュークボックス
- Moving Monthly Style
- タイヨーミュージックファニチャー - Tomomi
- LosCulture presents Side By Side（水曜 21:00 - 21:30） - アサカコウギ
- 梅☆星DEナイト!!（Kiss FM KOBEにネット）
- 7!!の虹色ちゃんぷるー（水曜 21:30 - 21:30） - 7!!（NANAE、MAIKO）
- HKT48のベイビィ〜★ラジオ(仮)（木曜 21:00 - 21:30） - HKT48、HARU
- いちご姫のHello! Hello! Hello!
- SOUND PUREDIO presents 音解《オトトキ》
- 松隈ケンタの「スクランブル ロックシティ」（2018年8月 - 2021年3月、水曜 20:25 - 20:55） - 松隈ケンタ
- GALACTIC LOUNGE
- ポピュラー名盤100選
- Laughin' Float
- 夜の音
- 歩の鼓動
- CoCo Angel
- Radio Cafe AMADORI
- ベストヒット36
- 夜はモーレツ!（2000年10月3日 - 2008年3月26日）
- Bang!Bang!Amigos!!（ - 2008年3月27日）
- フローネV.I.P.（2000年4月 - 2008年3月）
- fmワカッCHAO!
- Slash B
- カンソウ
- SELECT SHOP U+
- PANKS CALLING
- Shake It Up!
- GREEN GREEN
- シガキマサキの黄昏フリーク
- CHiYOのラジログ（月曜 25:00 - 25:30） - CHiYO & 西川さとり（崎田工務店提供）
- MAGUとべーちゃんのおもいわロック（火曜 25:00 - 25:30） - MAGU & たけうちいづる
- BIG! UP! RADIO（木曜 25:00 - 25:30） - BROWN SUGAR
- うわさの「」（水曜 25:00 - 25:30） - 椎葉ユウ（ラポール提供）
- とんぼと奈生の午前1時の向こう側（2017年4月 - 2019年9月、月曜 25:00 - 25:30） - あかみねとんぼ&上野奈生
- Have Fun!! e-sports（2019年4月 - 2021年3月、木曜 25:00 - 25:55） - 西川さとり
- シネマフル・ライフ（? - 2021年10月30日、） - 今村敦子[注釈 28]
- より♥どり - 荒川みどり（ - 2022年3月、水曜 21:00 - 21:55）
- THE HEAVEN～天国のラジオ～ - 大谷秀政・中ノ森文子（ - 2022年3月、木曜 26:00 - 26:55）
- NAMY&CHILL（ - 2022年3月、火曜 27:00 - 27:55）
- Curated Hour ～FRIENDSHIP.RADIO（ - 2022年3月、水曜 27:00 - 27:55）
- Weekend more radio!!～サン8（サンパチ）～（ - 2022年3月、日曜 8:00 - 9:30） - 岡澤アキラ、松藤みな子
- くまP～･レディオ･モール ～エンタメ&ショッピングradio～（土曜 8:30 - 8:55、 - 2022年3月） - くまP～（熊野菊男プロデューサー）、香月千鶴
- にしてつバス presents 米岡誠一の「ぼくらのバス!発車オーライ」（ - 2022年3月日曜、 9:30 - 9:55） - 米岡誠一・山田優子（西鉄バス提供）
- Solaseed Air Presents 篠田麻里子の九州・沖縄 空のものがたり（ - 2022年3月、日曜 12:55 - 13:00）
- Star☆Princeのスターラジオ - Star☆Prince（ - 2022年3月、土曜 25:30 - 25:55）

- 空想モーメントL+のエルプラジオ - 空想モーメントL+（ - 2022年3月、土曜 25:30 - 25:55）
- Lunch Time SHOW Windows feat.森保まどか（2021年10月1日 - 2023年3月31日、金曜 12:00 - 12:30）
- SHUNの音楽はただ言葉を伝う為に!（2018年1月 - 2023年3月、火曜 20:25 - 20:55）
- ばってん少女隊の”FMばってん放送局”（2021年10月 - 2023年3月、木曜 20:25 - 20:55）
- プリズム～ザ・インタビュー～ - 西川さとり（? - 2022年12月、金曜 20:30 - 20:55）
- ウルトラ寿司ふぁいやーの”博多上陸大作戦”（? - 2023年3月、月曜 21:00 - 21:30）
- 入江ん家　鍵、あいとーばい - 宮原颯（irienchy）（2022年4月 - 2023年3月、水曜 21:00 - 21:30）
- Qラジ!～ 福岡ライヴハウス・レヴォリューション ～（? - 2023年3月、土曜 2:00 - 2:55（金曜深夜））
- ディアウーマン presents BUTCHと山田優子のDear キラキラ♡ラジオ（2015年4月 - 2023年3月、土曜 11:00 - 11:30）[注釈 29] - BUTCH・山田優子
- 九州 teenʼs QUEST ～Starring 平田みさき～ - 平田みさき（土曜 19:00 - 19:25）
- 井上芳雄 開演です!（2022年5月6日 - 2023年3月31日、金曜 20:00 - 20:30）
- 柊矢のラジオきいとうや?（2023年1月 - 3月、金曜 20:30 - 20:55）
- ディアウーマン presents fun time radio - 小雪・たける（? - 2024年3月、金曜 12:00 - 12:30）
- Moving Monthly Style - 愛智望美（? - 2024年3月、月曜 20:25 - 20:55）
- ザ・ローリングモンキー ムサシのRock&Roll Night - ムサシ（ザ・ローリングモンキー）[24]（? - 2024年3月、木曜 20:25 - 20:55）
- Weekly Play List - 荒川みどり[25]（月曜 21:00 - 21:55）
- ビーグルクルー RADIO CREWSER - ビーグルクルー YASS（ジェイウェイブ）（? - 2024年3月、土曜 1:00 - 1:30（金曜深夜））
- THE SECRET～秘密のラジオ～ - takuchan（NYAI）（? - 2024年3月、火曜 2:00  - 2:55（月曜深夜））
- Qラジ! - EGACCHO（SHIMA）（? - 2024年3月、土曜 2:00 - 2:55（金曜深夜、最終週除く））
- STEP BY STEP - 米岡誠一・山田優子（? - 2024年3月、日曜 9:30 - 9:55）
- ライヴのじかん - 荒川みどり（? - 2024年3月、土曜 18:30 - 18:55）

## 主なパーソナリティ（アナウンサーを除く）
順不同（概ね週初の担当番組放送時間順）
- 荒川みどり
- 中島浩二
- 今村敦子
- 岡本ヒロミツ
- 池田美保
- BUTCH
- 斉藤ふみ
- コンバット満
- 小雪
- クワハラタクヤ
- TOGGY
- 上田理子（ばってん少女隊）
- kaede
- 謎のアジア人
- 黒川修
- 田代奈々
- 黒田りさ
- 町田隼人
- 米岡誠一
- ジェフ太郎
- 坂口カンナ
- 松相遼
- 植村友紀

など

## アナウンサー

### 在籍中
- 西川諭（1997年入社、番組表記は「西川さとり」。2015年4月 - 2018年3月は営業部勤務のためアナウンス職を離れていた）
- 愛智望美（あいち・のぞみ、2017年入社。那珂川市誕生とともに局名告知を担当）
- 中島千明（2022年入社）
- 梅田あんり（2023年入社）
- 萬石洋文（まんごく・ひろふみ。CMナレーション、「D U know?」担当）
- 縄田和彦（現在はプロデューサーであるがピンチヒッターとして、番組に度々出演していることもあり、アナウンサーとして扱われることが多い）

### その他
- 香月千鶴（2000年入社、入社当初は技術部勤務だったが、のちにアナウンサーに転身。2022年より営業部勤務のためアナウンス職を離れている）
- 金子智範（技術部所属ではあるが、FMセレクションのDJなどを担当している）

### 過去
立川大作
村元陽一
現在はFM KITAQに出演。
樋口友一郎
石黒洋
山田博子
金子冨美
佐伯裕子
田代佳奈子
千原優子
原田直子
勝目恒尚
伊藤実雪
現在はLOVE FMで活躍。
井上康道
取締役放送部長を経て、現在は西日本新聞社系列のメディアプラネット常務取締役。久留米大学非常勤講師。
内野誠人（番組表記は「うちのまこと」）
現在はナレーター・実業家として活躍。
木原友香（1995年 - 2003年）
KBCアナウンサー（元・報道部）の近藤鉄太郎と結婚のため退職。退職時に自身がファンであるDREAMS COME TRUEからメッセージが届けられた。2010年9月までKBCラジオ『中村もときの通勤ラジオ』のアシスタントを務める。離婚後外部MCとして復帰し、ラジオカー"VIVOT"リポーターとして番組出演中。
椎葉ユウ
フリーランスへ転向。現在はパインズ所属。2017年10月にToggyと入れ替わりでCROSS FMへ「移籍」。
竹内いづる（番組表記は「たけうちいづる」）
本名は竹内出。開局期からの人気アナウンサーで、『ベーちゃん』の愛称で親しまれた。退職後はKBCラジオやDreams FMのワイド番組のパーソナリティ、北九州市のFM KITAQ取締役放送局長兼チーフDJを歴任。
田中奈緒子
東京支社異動後、退職。現在はフリーアナとしてNHK衛星放送などで活躍。
戸川悦子
現在フリーアナウンサー。様々な講演や映画評論、インタビュアーとしても有名。
野口春生
現職中は「おおはらはるお」としてアナウンサーで活躍。以後ディレクター、放送部長、理事を歴任。現在は系列会社の取締役。
半田嘉子
スピッツの田村明浩との結婚のため退職。
山内麻子
結婚退職後、ニュースナレーションなどで活躍。
山田邦子
同姓同名のタレントとは別人。
中島愛
2009年に退社。
小濱幹子（こはまもとこ）
2018年3月で退社。退社後もレギュラー番組の「MORNING JAM」等には引き続き出演している。